# 獣の奏者
『獣の奏者』（けもののそうじゃ）は、上橋菜穂子のファンタジー小説、およびそれを原作とした作品群である。

## 概要
「リョザ神王国」と呼ばれる異世界の地を舞台とするファンタジー巨編。運命に翻弄される少女・エリンを軸に人と獣の関わりを描く。『I 闘蛇編』『II 王獣編』『III 探求編』『IV 完結編』の全4巻から構成される。
2006年（平成18年）11月に講談社から『闘蛇編』と『王獣編』が二冊同時刊行。上橋にとって物語の結末は『王獣編』のラストシーンが究極のものであり、これ以上物語が続くことはないと考えていたため、本来はこの全2巻で完結したはずだった。しかし、周囲から「続きを読みたい」という声が数多く寄せられ、またアニメの制作に関わったこともあり、自身も物語の中で描ききれなかった謎への決着を付けたいという思いが生まれた結果、2009年8月に続編となる『探求編』と『完結編』が、2010年9月には『獣の奏者 外伝 刹那』が刊行された。累計部数は200万部を突破している。
「守り人シリーズ」と共に海外での出版も予定されている。
本作は「決して人に馴れぬ孤高の獣と、それに向かって竪琴を奏でる少女」という上橋の心に浮かんだワンシーンが執筆のきっかけとなっている。この構想は何年も前に心に浮かんだがそこから発想を膨らませることがなかなか出来なかったという。しかし、ある日、ふと手に取った養蜂に関する本を読み進めていくうちに、生命の不思議に心震わす少女のイメージが浮かび上がり、こうして仕上がった作品が本作である。

## あらすじ
I 闘蛇編
獣ノ医術師である母とともに、闘蛇衆たちの村で暮らす少女エリン。彼女の母ソヨンはその優れた医術の腕を買われ闘蛇のなかでも特に強い<牙>の世話を任せられていた。ある日、村で飼っていた全ての<牙>が突然死んでしまい、母はその責任を問われ処刑されることとなった。エリンは母を助けようと必死に奔走するも失敗、母と引き離され天涯孤独の身の上となってしまう。その後、蜂飼いのジョウンに助け出されたエリンは彼と共に暮らすうち、山奥で天空を翔る野生の王獣と出会う。その姿に魅せられたエリンは母と同じく獣ノ医術師になることを決意し、ジョウンの昔なじみでもあるエサルが教導師長を務めるカザルム王獣保護場の学舎へと入舎する。
II 王獣編
王獣保護場で傷ついた王獣の仔・リランに出会ったエリンは、リランを救いたい一心で献身的に治療にあたり、その成り行きで王獣を操る術・<操者ノ技>を見つけてしまう。4年の月日が流れたある日、エリンは母の一族である霧の民から『「決して人に馴れない獣、決して人に馴らしてはいけない獣」である王獣を操ることは、大いなる<災い>を招く』と警告を受ける。警告を甘く考えていたエリンだが、やがてその理由を身をもって知ることとなる。王国の命運を賭けた争いに巻き込まれていく中、エリンは真王の護衛士の一人・イアルと心を通わせていく。
III 探求編
<降臨の野>の決戦より11年後、大公領のトカラ村でまたも<牙>の大量死が起きた。カザルムで教導師をしていたエリンは、大公シュナンの命によりその真相の調査を命じられる。調査に訪れた村で遠縁の女性から渡された母親の日記に全ての謎を解く鍵を見つけるエリンは、時代の奔流に巻き込まれていく。一方で<堅き楯>の役を辞しエリンと幸せな家庭を築いていたイアルは、国を襲わんとする強大な脅威に対抗する為、ある決意を固めていた。
IV 完結編

## 舞台設定

### リョザ神王国
<神々の山脈>と呼ばれる峰の向こうからやってきた、金色の瞳を持つ長身の女性・ジェが王祖（国の開祖）であると伝えられている。ジェの子孫である真王(ヨジェ)一族を国王とし、真王に仕える大公（アルハン）が闘蛇軍を率いて国と王を守護するが、真王領と大公領との間で領民同士の対抗意識による様々な軋轢が生じている。

#### 真王領
真王が統治する国の西部一帯の地方。山がちの土地が多いため、大公領と比べると収穫の変動が激しい。但し政治の中心がこちらにある事から、高等教育を受ける者がかなりいる。また、女性の地位も比較的高く、良家の出身なら高等教育を受けられる。
降臨の野（タハイ・アゼ）
神祖ジェが<神々の山脈>を越えて降臨したと伝承される高原。

##### 王都
リョザ神王国の首都。真王一族が住む王宮がある。
タムユアン高等学舎
トサリエル公が所有する、王都の高等学舎。かつてジョウンが教導師長を務めており、アニメではカザルムへ来る直前のキリクやシロンの父親がここに勤務している。
ラザル王獣保護場
オウリが長を務める正規の王獣保護場。保護場の中ではもっとも規模が大きい。

##### カザルム領
王都の近郊にある小規模な区域。街にはサラノという名称がある。
カザルム王獣保護場・学舎
エサルが教導師長を務める王獣保護場及び学舎。負傷したり病気にかかったりした王獣が運び込まれる。
卒業しても平師（並の獣医師）にしかなれないが、それでも実力があれば貧しい者や女子でも入学できる為、競争率は高い。
カザルム河
王都まで流れる広大な大河。

##### サンノル郡
真王領の東端の地方。ジョウンが蜂飼いとして過ごす。
カショ山
野生の王獣が生息している山。7合目にジョウンが夏の期間を過ごす山小屋がある。
サリム
交易の盛んな商業都市。この町のコジョン街道にある市の辻にジョウンがエリンを連れて買い出しに訪れた。アニメではエリンとイアルがここで初めて出会った（10話）。

#### 大公領
大公が統治する国の東部一帯の地方。真王領より広大で水源が豊富な平野に恵まれていることから、稲の収穫が盛ん。しかし職業上の事情で高等教育を受けられる者がほとんどいない。また女性の地位も真王領に比べさらに低く、大抵は15、6歳で嫁ぐ事になる。

##### 闘蛇村
大公の闘蛇軍を管理する闘蛇衆が住む村。いくつかの領地毎に分けられており、全部で12村ある。ウハン村を除き平野部にあるのが特徴。男衆は闘蛇の世話、女衆は家事・畑仕事などをして暮らす。鍾乳洞・水路・<イケ>などから成る洞窟状の岩屋で闘蛇の世話を行う。
アケ村
エリンの故郷。
ラゴゥの沼
闘蛇の卵狩りが行われる沼。ソヨンが闘蛇の裁きを受ける。川と繋がっており、エリンはここから真王領に流れ付いた。
トンガリ山
アニメのみ登場。アケ村の近辺に位置し、霧の市がある。
ウハン村
最古の闘蛇村。他の闘蛇村と異なり深い山岳地帯に位置する。<緑ノ目ノ民>の伝承が残る。
サカ村
アニメで名前のみ登場。サジュの姉ソジュの嫁ぎ先。
トギ村
アニメで名前のみ登場。タイランの故郷で、「アケ村の隣の隣の領地（チョク談）」にある。
トカラ村
『探求編』でエリンが<牙>の大量死の原因解明のため調査に訪れた闘蛇村。『完結編』では闘蛇軍編成の拠点として目覚ましい発展を遂げる。
ヤソン村
『探求編』に名前のみ登場。アケ村の近辺に位置し、ソヨンが処刑されたのと同時期に<牙>の大量死が起きている。

##### アマスル領
アマスル一族が自治を担当する地域。隣国ハジャンとの戦で得た隊商都市などがある。
アマスル河
アマスル領を流れる大河。ヤマン・ハサルの時代、ハジャンとの戦の舞台となった。
イミィル
クリウが<示道者>を務める隊商都市。

### 隊商都市
ウラム、イキシリ、トグラム
リョザ神王国から遠く、かつてのハジャンの都に近く、ウラムは『完結編』でラーザの闘蛇部隊に占領される。
ホザ、カショル
リョザ神王国に近い都市。カショルは砂漠街道沿いにある。

### 神々の山脈（アフォン・ノア）
神々の世界と人間の世界を隔てると伝承される大山脈。この伝説は獣を戦争に使わせないために巧妙に行われた情報操作の賜である。
オファロン
かつて<神々の山脈>の向かいに栄えていた豊かな王国で、リョザ神王国の伝承にある「神々の国」の正体。<緑ノ目ノ民>が操る闘蛇軍を持ち、その軍事力で周囲の国々を次々に侵略し、権勢をほしいままにした。その後反乱によって国を追われた国王が<金色ノ目ノ民>の操る王獣を引き連れて舞い戻り、これによって闘蛇軍と王獣軍の全面戦争が勃発するが、狂乱を起こし暴走した王獣と闘蛇によって都が炎上し、あえなく滅亡する。その後この一帯には二度と国が興らず、「呪われた地」と呼ばれる、人の手が入らぬ森林地帯が延々と広がっている。
残った人々の谷間（カレンタ・ロゥ・パレ）
国を追われたオファロン王が逃げ込んだ<神々の山脈>の渓谷地帯。<金色ノ目ノ民>が暮らしており、オファロン王国滅亡後に<緑ノ目ノ民>の一部が移り住んだ。

### ラーザ・オマ・カルダ
リョザにたびたび侵攻してくる巨大な帝国。一つの国ではなく様々な国の連合体。
ハジャン
かつてヤマン・ハサルの時代にリョザに侵攻してきた国。ラーザに侵攻され、併合されている。

## 用語説明
魔が差した子（アクン・メ・チャイ）
古い言葉で「本来あり得ない血の交わりから生まれた子」を意味する言葉。主に「この世にあってはならぬ者」を意味する蔑称として使われている。
但し『王獸編』後半でエリンはその事を逆手に取り、ダミヤに「（あなたにとって私は）出逢ってはいけない者」と言う意味で用いている。ダミヤは一笑に付したが、後に（彼にとっては）その通りになってしまう。
王獣規範（おうじゅうきはん）
王祖ジェが王獣を戦争に使わせないために定めた掟。王獣保護場で王獣を飼育するに当たって音無し笛と特滋水を用いることを義務づけている。この規範に沿って育てられた王獣は飛行及び繁殖ができない。
神々の物語（アフォン・カロ）
リョザ神王国に伝承される真王一族の神話。人々の血を流す戦を根本的に「穢れた行為」とし、人の血で穢れた者は死後<神々の安らぐ世>（アフォン・アルマ）に行くことが叶わず、地獄（ヒカラ）に落ちる、としている。そのため、真王は「穢れ」を被る大公に対して<禊ぎの礼>（ラク・ラ）を与え、無事に<神々の安らぐ世>へ旅立てるよう計らっている。
このことから真王は、リョザが闘蛇という圧倒的な軍事力を持ちながら、他国を蹂躙していく侵略者にならぬよう、手綱を引きつづけてきたが、一方で真王領民と大公領民との間に亀裂を生む要因ともなっている。
鏡面崩し文字（きょうめんくずしもじ）
リョザで一般に使われている文字を鏡で反転させて崩したような形の文字。本来は<残った人々>などが使う文字を崩したもので、ジェが何らかの目的で自分たちが使っていた文字を反転させたものを正式な文字として広めた。ソヨンやエリンが日記を書く際に使用しており、ジェシも解読できる。
操者ノ技（そうじゃのわざ）
王獣や闘蛇を意のままに操る技。<戒律ノ民>（アォー・ロゥ）の間では禁忌とされ、二度と使う者が現れないよう、この技を一通り教え込まれる。但し、エリンの使う「技」はあくまでも成り行きで身につけたもので、霧の民（アーリョ）が伝えてきたそれとは別物である。
特滋水（とくじすい）
王獣や闘蛇の飼育に使用される滋養を溶かした特殊な液体。闘蛇の場合、体の粘液と混じりあって口から体の中に取り込まれる事で、健康を損ねる事無く体を強くしたり寄生虫を取り除いたり出来る。但し、幼い闘蛇には効果が強すぎるので使用しない。
鱗・骨など戦闘向けの部位が強化され、闘蛇を巨大な<牙>に変える。その反面、野生のものより弱くなる部分もあるとソヨンは語っている。それは病気に弱くなる事に加え、『探求編』でエリンが見つけ明らかになった、「闘蛇がいびつな成熟をむかえ、無精卵を産む事」である。
卵狩り
闘蛇村で年に一度行われる行事。沼などに生息する野生の闘蛇の巣から卵を採取する。闘蛇衆以外が行ってはならない掟があるが、闘蛇の卵は大粒金3枚と高額なため、不正に卵を真王領に流す者もいる。
闘蛇の裁き
処刑法の一つ。両手足を縛り、槍で刺し傷をつけた上で野生の闘蛇が多数居る水中に突き落とし、食い殺させる。後に、ソヨンが〈牙〉を死なせた時に受けた刑罰がこれだと知ったシュナンは、刑罰のいきすぎに憤慨していた。ちなみに、本来〈牙〉を死なせた場合の刑罰は右腕一本の切断であるが、どちらにしても刑罰は重い。
温浴場
闘蛇村にある公衆浴場。長時間冷水に浸かって仕事をする闘蛇衆には無くてはならない施設。ソヨンはみんなが入り終わった後でエリンと共に入っていた。
入舎ノ試し
学舎に入舎するための試験。カザルム学舎では初秋に行う。
卒舎ノ試し
学舎を卒舎するための試験。カザルム学舎では夏の初めに行う。これで首席だと教導師になる事ができる。
霧の市
霧の民と他民族を結ぶ物々交換の市で、霧の民からは巡回者が赴く。「市」と言っても「市場」ではなく、茂みに隠れた大木の洞に交換する品物を置き、それらをやりとりする。

### 道具
腕輪
アニメのみ。エリンがソヨンからもらったもので、エリンにとっては母の唯一の形見となる。ソヨンがかつて母（エリンの祖母）から受け継いだ物らしい。エリンは当初ペンダントのように首から下げていたが、43話以降エサルから貰ったミトンの上にはめるようになる。最終回ではジェシが首から下げている。
音無し笛（おとなしぶえ）
現実世界における犬笛に酷似した笛。人間には聞こえない音を発し、この笛の音を聞くと王獣や闘蛇は硬直する。闘蛇の場合は耳を覆う耳膜を切り落とさないと効果がない。また、一定の時間を置かずに何度も同じ個体に吹いた場合、「笛当たり」という、痙攣などの症状を起こす場合がある。
闘蛇の笛
リョザ神王国に伝わる神宝。闘蛇を操ることができる笛で、大公が所持する。
ソヨンの日記
ソヨンの遺品の一つ。鏡面崩し文字で書かれているため、アケ村の人間には読むことができず、霧の民の秘法が書かれた怪しい書物であると判断され、ソヨンが処刑された後にエリンの祖父に燃やされてしまった。後にソヨンと近所付き合いをしていたオキが燃え残りの部分を回収し、エリンの遠縁に当たるツラナに預けており、その後『探求編』にてようやくエリンへと渡された。
布団鞍（ふとんぐら）
本来は寒冷な地方で使われる鞍で、作中ではリランの飛翔時に使用。馬用の鞍ではリランの体に食い込んでしまうため、その代用として使われた。
磨き玉（みがきだま）
アニメ版のみ登場。ヤギゴロシの藁から作られ、虫除け効果がある。幼い闘蛇に特滋水の代用として使用する。硬すぎず、柔らかすぎず、親指の付根ぐらいの硬さが最適とされる。
1話では母に言われてこれを作っていたはずのエリンが、目にしたトゲラ虫に見とれて外に出てしまい、作業を忘れてしまっている。
ミトン
革手袋の一種。アニメ43話で、エサルがエリンに片方だけ渡した。以降エリンの左手にはめられることになる。
ラッカル
ロランが弾く弦楽器。

### 職業・組織
獣ノ医術師
現実における獣医と同じく一般の家畜や闘蛇、王獣らの治療に当たる者。通常は学舎で専門の技術を学んだ後にこの職に就くが、資格試験がある訳ではないので、後述の様に学舎へ入れない事情がある闘蛇村等では、独自の技術を受け継いだ結果この職に就く者もいる。
教導師
現実における教師とほぼ同じで、学舎で生徒達に専門の学問や技術を教える。この職に就くには<卒舎ノ試し>で首席になる事が必須。
王獣捕獲者（おうじゅうほかくしゃ）
野生の王獣を捕らえることを生業とする一族。世襲を義務付けられているため、高等教育を受ける事が出来ないが、親の目を掠め幼獣を捕らえる秘技を代々受け継いでいる模様。
真王（ヨジェ、しんおう）
リョザ神王国の国王。初代のジェ以来、代々女帝が続いている。政治と行政を司る「権威」であり、国の西側を統治する。
〈堅き楯〉（セ・ザン）
60年前、時の王女ミィミヤが<血と穢れ>に暗殺された事件をきっかけに結成された、王族を守る護衛士。真王一族を守るためだけに生きる、その名の通り生きた楯。
身分を問わず貴族と同等の扱いを受けられ、最高の忠義を尽くしたものとして栄誉も与えられる。その代償として、いかなる弱みも持たぬよう生涯を通して独り身で暮らすこと、親族や知人との縁を完全に断つことが義務付けられており、いざとなれば王族のために自らを楯として死ぬことも辞さない。イアルは8歳からこの職に就き、<降臨の野>の決戦終了と共に辞す。
大公（アルハン、たいこう）
リョザ神王国の国防を担う重臣。闘蛇軍を率いて国と真王を守護する、いわば軍事力を司る「権力」であり、真王とほぼ同等の権限を持ち国の東側を統治する。
闘蛇衆（とうだしゅう）
闘蛇を束ね飼育することを生業とする一族。大公領内に12村に分かれて暮らしており、背鰭に刻まれた刻印（アニメでは尾に刻まれた紋様）によって領地毎の闘蛇を区別する。王獣捕獲者同様世襲を義務付けられているため、高等教育を受けることを禁じられている。
黒鎧（くろよろい）
最高位の闘蛇乗り。
蒼鎧（あおよろい）
黒鎧の次に位の高い闘蛇乗り。イアルはこの職に就いていた。
〈血と穢れ〉(サイ・ガムル)
大公をリョザ神王国の王にすることを目的とする集団。真王が国を分裂させ、発展を滞らせている諸悪の根源とする理念を掲げており、真王を弑して大公を王位に付けることこそが繁栄への道だと説く。
この存在が初めて浮き彫りになったのは、今から約60年前に<血と穢れ>の放った刺客の手で当時の王女であったミィミヤが暗殺されたときであり、このことは王国を根底から覆すと共に、<堅き楯>の生まれるきっかけとなった。他にも闘蛇の卵を狙うなどの事例が確認されている。
農民、商人、貴族、家臣など国内至る所に潜んでおり、大公家でさえも実態を把握できていない。
仮面
アニメのみ登場。真王の命を狙う謎の集団。実際にはダミヤが<血と穢れ>に見せかけて操る兵士だった。

### 民族
真王家
リョザ神王国の王家であり、<神々の山脈>の彼方からやってきた、王祖ジェの子孫の一族。一族は皆「〜ミヤ」という名が付けられており、金色の瞳と輝く髪を持つ。
真王領民（ホロン）
真王領の臣民。<神々の物語>を信仰しているため戦を大いに嫌っており、大公領民を「血で汚れた者」「欲深い者」などと蔑視している。
大公家
かつて隣国ハジャンの脅威から国を救った武人ヤマン・ハサルを祖とする一族。普段は<大公城>（アルハン・ウラ）に住む。
ヤマンの孫オシクが「ハサル」の姓を持っていることから、その子孫達も同様と思われるが、作中では言及されていないため不明。
大公領民（ワジャク）
大公領の臣民。戦によって幾多の血を流し、身を削って国を支えているが、米作が出来ることや異国との貿易が盛んなことなどから真王領民より豊か。貧しいわりにプライドは高い真王領民が自分たちのことを「血で穢れ征服した民と血を交えた者」と見下すことに強い不満を抱いている。
緑ノ目ノ民（トガ・ミ・リョ）
かつて<神々の山脈>の彼方の王国に暮らしていた民族で、その名の通り緑色の瞳を持つ。政権闘争等で故郷を追われ、オファロンに受け入れられた。獣の医術に優れた民で、闘蛇を自在に操る技術を持っており、オファロン王国の国防を担っていた。オファロンが<災い>によって滅亡した後、<残された谷>に残った部族と、山脈を越えて<戒律ノ民>（霧の民）となった部族に分かれた。
なお『探求編』では、自分をエリンと同祖(<緑ノ目ノ民>)と名乗るヨハル・アスマルや、その昔ジェに連れて来られた<金ノ目ノ民>の一部と、ヤマン・ハサルの一族との混血により発生した、少数ながらウハン村に普通に暮らす緑の瞳の住民が登場する。
霧の民（アーリョ）/戒律ノ民（アォー・ロゥ）
緑色の瞳を持つ流浪の民。過去に起きた、人も獣もすべてが死に絶えるような恐ろしい過ちを繰り返さぬよう、厳しい戒めを守ることを誓って野山を巡り暮らしている。
一族以外の者と結婚してはならない、一ヶ所に留まって暮らしてはならない、外出する時は顔や体を見せてはいけない、等の掟がある。また、巡回者と探索者を除き外部と関わる事も少なく、真王にも大公にも仕えない。
医術等に長けた独自の文化を持つが、周囲には魔術使いや呪術使いと誤解を受けやすい。また緑の瞳や高い背丈、流浪の民という性質などから差別的扱いを受けている。
アニメではゲルのようなテント住居に住んでいる。また、外部との交易は霧の市と呼ばれる方法で行っている。
本来の名称は<戒律ノ民>で「アォー・ロゥ」と発音されており、『戒め（アォー）』を『守る者（ロゥ）』という意味を持つ。〈霧の民〉（アーリョ）は「アォー・ロゥ」の聞き間違いから生じた通称。
探索者
霧の民の探索者。外部の様子を探り、民に伝える役目を担う。また、一族を追放された者が掟を破らないよう監視する。
巡回者
霧の民の交易担当者。
金ノ目ノ民
<神々の山脈>の谷間に住む狩猟民族。長身で、髪も瞳も金色。王獣を操る技を持つ。ジェは一族の長老の娘であり、祭司だったが、先述の<災い>によって一族から追放された。
残った人々（カレンタ・ロゥ）
<神々の山脈>の<残された人々の谷>に住む人々。元々は<金色ノ目ノ民>のみが住んでいたが、<災い>の後<緑ノ目ノ民>が逃げ込んできたため、現在は金の瞳を持つ者と緑の瞳を持つ者が混在している。切り立った渓谷に住むせいか、谷から外へ出る事は滅多にない。
ちなみに<残った>とは、<災い>から生き残ったトガミリョの中でも放浪を選び山脈の外に出た戒律ノ民に対して、「山脈の<谷間>に残った」民であるためにそう呼ばれている。ただし、<残った人々>は自らのことを「生き残った」ものという意味を込めて自称している。かつて同族だったジェの子孫とは、オチワを利用して交信していたが、<血と穢れ>の襲撃で伝承が途絶えて以降、それも途絶えてしまった。
本編の時代迄には王獣も闘蛇も飼わなくなり、伝承を記した書物が残っているだけである。その為、霧の民ほど戒律には縛られておらず、その分気性も穏やかな様である。
アシェ
褐色の肌を持つ草原の民。ヨハル・アマスルの養子であるロランは、もともとこの民である。
ラーザ
強大な帝国を持つ騎馬の民。「ラーザ」は、「ラーザ・オマ・カルダ」の略称で、神（カルダ）を崇める（オマ）我々（ラーザ）という意味がある。
ハジャン
かつてリョザとの戦に敗れ、現在はラーザや、一部リョザの保護下にある人々。「ウリ･キム」など、誠意のあるものを熱狂的に信頼し、嘘をつくものを絶対に信じない気質。

### 動物
王獣（おうじゅう）
決して人に馴れず、また馴らしてはいけないとされる獣。オオカミのような精悍な顔、巨大な翼、爪の生えた二本の大きな脚を持つ。体毛は白銀で、作者曰く「もふもふ」である。「ロン、ロン、ロン…」と竪琴のような音色で鳴く。神々が天界から真王に遣わした獣ともいわれている聖なる獣。
この世で唯一闘蛇を喰らうことが出来る獣として知られており、大公の闘蛇軍をも従える真王の権威の象徴として崇められている。但し、逆に幼獣が闘蛇に襲われる場合もある。
野生の王獣は非常に稀少とされ、多くの王獣は幼獣の頃に王獣捕獲者と呼ばれる一族によって捕らえられ真王に献上され、その庇護の下で保護場で飼育されている。人の保護下にある王獣は王獣規範に則って飼育されており、野生のものに比べて毛色がくすんでいる。
繁殖期を迎えると胸元の体毛が真紅（アニメでは全身がピンク）になり、天を舞いながら交合する。
オチワ
鳥の一種。現実における伝書鳩の様な役割を果たす。新年の夜が明ける瞬間、真王がその手から神々の山脈に向けて「寿ぎ」の文をオチワに託し、神々から返礼を受けることでリョザに幸をもたらすと信じられている。元は、王祖ジェと<残った人々>の通信手段として用いられていた。
ゴス
強い匂いを出す小さな毒ガエル。蜜蜂の天敵。
精霊獣
角の生えた獣。精霊鳥が宿り、言葉を発する。この言葉は霧の民にしか聞き取れない。
精霊鳥
精霊獣に宿り、言葉を発する。この言葉は霧の民にしか聞き取れない。
タキイワナ
イワナの一種。闘蛇の餌として与える。
闘蛇（とうだ）
水中に棲息しており、二本の長い角と鋭い爪の生えた四肢を持つ獣。体は粘液で覆われており、繁殖期になると粘質が変化する。
蛇の名を持つが容姿は巨大な竜やトカゲに近い。背にまたがり角を持つ事で操ることができ、地上をかける速さはどんな駿馬にも勝る。戦闘用の獣として扱われているが、牙に毒があるうえに非常に獰猛な性格で、人が触れる際には音無し笛で硬直させなければならない。野生の闘蛇の耳には耳膜と呼ばれる蓋のようなものが付いており、切り落とさないと音無し笛で調教出来ない。
野生のものは飼育されているものより小さい上、比較的おとなしい。夜明け前は動きが鈍ると言われる。仲間が死ぬと、弔い笛と呼ばれる鳴き声を発する。王獣とは互いに天敵同士で、闘蛇が王獣の幼獣を狙うことがある。
後述する<牙>の他、<胴>や<尾>と呼ばれる種類が存在する模様。
牙（きば）
特滋水で強化された巨大な闘蛇。黒鎧など、大公に選ばれた者だけが乗る事を許される。戦の時に先陣を切る役目を担い、強力な戦闘力を持つが、他の闘蛇より病気に弱いという弱点を持っているため、寿命を全うする個体は数少ない。また一度に謎の大量死を遂げることもある。
胴長ムカデ
体長約25cmほどのムカデ。歩肢が26対ある。
トゲラ虫
バッタのような姿の昆虫。体液は特滋水の成分になる。
羽虫
繁殖期を迎えた闘蛇に集る性質がある。
ユグラ火蟻
火蟻の一種。刺されると激痛が走り、全身を刺されると命に関わる。
ワシュ
水中に生息する尾が光る発光虫。蛍の幼虫のような姿をしている。
ガリョ
南部の湿地に棲む水生の毒トカゲ。卵の時に浸かっている水温が高いと角の生えた雄になり、低いと角のない雌になる性質がある。
赤手ガニ
カザルム河で獲れるカニ。
カナチョロ
小さなトカゲ。
ツカル
イミィルのあたりでの方言で鱒(ます)を意味する。
トピ
現実の雲雀(ひばり)。
リハン
美しい瑠璃色の小鳥。
リヤ
川底の石につく藻を食べて生きる小魚。
パミ
ネズミの一種。現実のモルモットのような役割で使われる。
ミチャ
草原の地下に巣を作るネズミに似た生物。
ムチカ
小型の鹿。

### 植物
アツネ草
特滋水の材料になる野草。消毒効果がある。
エリン
山リンゴの一種。主人公エリンの名の由来でもある。晩秋相当寒くなっても枝から実を落とさない事から、辛抱強さの象徴となっている。アニメでは（親から子に受け継がれる）志や心意気の象徴にもなっている。また、枝の同じ場所に必ず対になる実がつく性質があり、キリクはこの事を引き合いに「深い絆で結ばれたエリンとリランを暗示しているかのようだ」と語っている。
サキワレソウ
その名の通り先端が三つに分かれた野草。闘蛇に与える事でより大きく頑丈に育てられる事から、特滋水の原料として使われる。甘い香りがするが、人間が食べると足の先まで痺れる。
シラン
煎じ汁が闘蛇の毒を消すのに使われる植物。
チゴ
「闘蛇の息で育つ」と言い伝えられているほど、深い峡谷に生える薬草。内臓に出来る腫れ物に良く効く。根は大粒金一枚で売れるほど高額。
チチモドキ
大公領のみに自生する、シダのような形の毒草。食用の草と形が似ている為、誤って口にし中毒する者も多い。特効薬を与えないと摂取から7日で死に至る。
ツシ
大公領に自生する樹木。春に出る芽は独特の苦味があり、食用（調味料）になる。
ツリガネアオイ
その根がチチモドキの解毒薬に使われる植物。
ラカル草
特滋水の材料になる野草。
ナノギ草
王獣の関節の痛みを和らげるために使われる植物
マキオリ
根が心ノ臓の病に効く植物。
ラコス
大公領に自生する果樹。果実は甘く多汁で食用になる他、葉も薬効成分があり活用される。
カリム
柑橘系の果実。
サシャ
白い小さな花が咲く木。
チャチモ
胃腸の薬になる紫色の花を咲かせる植物。
ナファラン
興奮している蜜蜂を落ち着かせる力がある蜜蜂の大好きな花。
ノサン
花が黄色い。
ハサク
油分の多い草。
ファラン
蜂の毒を解毒する薬草。
ホアク
針葉樹の一種。
ラウ
煎じた薬湯には苦いが解熱の効能がある。
キマ
黄色い花を食べると腹に寄生する虫を下してくれるため王獣がよく口にする。
ウリカ
実が甘酸っぱい。
オグル
闘蛇が嫌がる独特のにおいがある。
コカリ
木の一種。うまく磨きをかけると布ような手触りになる。
チミ
柑橘系の実がなる木。蜜煮にするとおいしい。
チャミ
現実の瓜と同じ。
ツマ草
根をすりつぶした液は闘蛇の鱗が壊死する病を治す。
トォク
小さな白い花が咲く木。
リコ
現実の葱と同じ。
コグ
ユグラ火蟻の好きな甘い匂いのある樹液を出す木。
チュク
実は熟すと赤く甘酸っぱい。
クリム
甘酸っぱい香りがし、お茶は血行を良くする。
チュワン
鎮静効果のある木の実。
ウロク
木の根を煎じると薬になる。高級娼館の遊姫たちが飲む薬で飲むと子供が産めなくなる。
ピチ
甘酸っぱい果実。
ミザ
現実の葱と同じ。
ユシャ
咲かせやすい薄紅色の山野草。
ラップ
現実のハッカと同じ。
ワカ
木の一種。
サラユ・シカン・サヤ・シズ・サロウ・ソシュ
作中ではとくに明記されていない。

## 登場人物

### 主人公およびその家族
エリン
声：星井七瀬
本作の主人公。初登場時は10歳。名前の「エリン」は山に自生する山リンゴに由来する。
大公領アケ村に闘蛇衆の頭領の長男と、元霧の民で獣ノ医術師ソヨンの間に生まれた一人娘。その為、緑の瞳を持ち背丈も他の子と比べやや高いが、顔立ちは大公領民そのものである。麦藁色の髪を持つが、父母どちらの遺伝かは不明。非常に聡明で好奇心と探究心が旺盛な所は母譲りで、生物に強い関心を示し、将来は母の様になる事を夢見ている。一方で明るく気だての良い所は父譲りで、ごく一部からは<魔が差した子>（前述）と睨まれながらも、それなりに幸せな日々を送っていた。
しかしある日、処刑される母を助けようとして逆に助けられ、真王領の東端サンノル郡の湖畔で気絶していた所をジョウンに救われる。
始めは心を閉ざしていたが、彼の温かい人柄のおかげで笑顔を取り戻し、蜂飼いの仕事を手伝いながら一緒に暮らし始め、様々な知識や技術を習得していく。中でも竪琴はかなりの腕前になり、一度聞いた歌を即興で演奏できる程である。ある夏の夜、崖に落ちたジョウンを見つけ付き添っていた時に、自分の仔を救う野生の王獣を見て感動し、かつての夢を取り戻す。
4年後、着飾る事にあまり興味が無いため、少々地味だが明るく爽やかな娘に成長、蜂飼いとしても自活できる迄になる。しかし、ジョウンの息子アサンが父を迎えに来た事で、実の親子同然の二人の生活は終焉を迎える。その際お互いに自身の秘密を打ち明けた所、ジョウンの推薦でカザルム学舍の入舎ノ試しを受ける事ができ、無事入学を果たす。
しかしそれまで育った環境のせいで集団生活等が苦手で、入舎した当初は不慣れな生活に四苦八苦する。さらに一部の教導師の偏見や恩人ジョウンの死に心が折れかけるが、学長エサルや親友ユーヤンの励ましもあり、人一倍努力した結果、次第に周囲に認められ、充実した学園生活を送れる様になる。
ある日死にかけていた王獣の仔リランを救い、面倒を見る事になる。途中成行きで王獣に対する<操者ノ技>を編み出してしまったり、不慮の事故が何度か起きたりするも、次第に親子の様な不思議な絆で結ばれていく。
リランの為もあって19歳で教導師になるが、その頃から闘蛇と王獣の在り方、人の在り方への疑問を抱く様になる。さらに先述の<操者ノ技>を知られた為に国の権力闘争に引きずり込まれるが、混乱の中でお互いの想いが通じ合った'<堅き楯>のイアルやリランと共に、毅然とした態度で運命に立ち向かう。
それから11年後、イアルと結婚して息子ジェシを授かり、カザルムで引き続き教導師として過ごしていたが、再び<牙>が大量死したとの知らせを受け、シュナンの命で査察官として護衛役のヨハルと共に現場へ向かう。過酷な旅の道中で、同祖と名乗るヨハルとその一族や、父方の親戚のツラナを始めとする闘蛇村民の暖かい人情に力づけられる。様々な調査の末に、遂に真相を突き止めるが、同時にジェの真意にも漠然とだが気付くことになる。
一人で秘密を守るべきか悩みながら、ヨハルと調査を続ける最中、ラーザに内通した守備兵達に襲撃される。二人共辛くも難を逃れるが、この件で自分の立場を思い知らされる。さらにジェシが生まれた年に闘蛇衆がラーザに誘拐され、闘蛇の育成に関する知識・技術が流出した可能性が浮上する。結果、彼女だけでなく家族など周辺の者全員が、常時監視状態とされてしまう。
シュナンに命ぜられ、悩んだ末に彼女は王獣を繁殖させる事を決意、同時に全責任は自分一人で贖う覚悟を決める。やがて実際に王獣の繁殖を試みるが、あまり数は増えなかった。
ついに決戦が始まるが、王獣部隊を見た闘蛇の群れが猛毒の霧を発し、戦場は大混乱に陥る。これも人工的に増やされた闘蛇の特性だが、戦場で初めてそれを知った彼女は、必死の思いでエクたち数頭の離脱に成功するも、事態の収拾はできなかった。
そんな中、神話時代の真実を伝えに来たジェシやアルと会った彼女は、何をすべきか自覚する。神話のリョザの様に音無し笛を一気に吹き、全ての王獣・闘蛇の動きを止めるが、自身もリランと共に墜落してしまう。
多くの犠牲を払い、勝者なき争いは終結。両国とも闘蛇と王獣を戦争に使う事の恐ろしさを痛感するが、それでもエリンの決断で犠牲は最小限に留まる。
リランの亡骸に足を挟まれたのが原因で決戦終結の四日後に命を落とす。しかしその前にジェシたちと再会し、自身の知識や見聞をすべて伝える事ができた。エリンの願いはようやく果たされ、その歴史はジェシによって次世代を担う若者たちに伝えられていく。
但し漫画は王獣編のラストまで、アニメもジェシの母親になっている所までが描かれ、後は視聴者の想像に任せる形で終わっている。
イアル
声：鈴村健一、小林沙苗（少年期）
真王の護衛を務める堅き楯の一人。非常に俊敏な身のこなしをすることから神速の異名を持つ。髪の色はアニメでは茶色で瞳は藍色だが、漫画では原作と同じく髪も瞳も黒である。
普段はエリンに「冬の木立」と形容されるほど物静かだが、冷徹な気配を漂わせており、護衛の任となれば即座に敏捷な武人へと変貌する。8歳の頃に一家の大黒柱であった指物師（アニメでは竪琴師）の父（声：下崎紘史）を地震で亡くし、その後身売りに近い形で<堅き楯>となったという経緯がある。当時、まだ赤子だった妹が一人いる。
原作ではエリンとの初対面はハルミヤがカザルムに行幸した時だが、アニメではそれ以前に3度エリンに会っており、エリンが<操者ノ技>を編み出すきっかけとなる竪琴は彼の母（声：相橋愛子）の形見の品という設定になっている。
<降臨の野>の決戦の際、首謀者だったダミヤを襲撃してエリン達を窮地から救うが、その際表情一つ変えずダミヤを刺殺した事から、以後原作ではセィミヤから疎まれてしまう。シュナンからは高く評価されるも凋落したダミヤ派の貴族たちからの嫌がらせもあり、立場的には厳しかった。
<堅き楯>を辞めるに当たり、給料の余剰分はきちんと計算して全て返済した。シュナンやセィミヤからは慰留の声や返済不要との配慮もあったが、それを断ったため金銭的には裕福とは程遠い状況となる。ヤントクのはからいで他の職人たちの仲間に入れてもらい、指物師として生活をたてる様になる。
カイルのおかげでエリンが自分の家を訪ねて来る様になると、とまどいつつも彼女を気にかけるようになる。<堅き楯>としての覚悟を決めてから感情を捨てた自分、そして多くの者達の命を奪った自分が幸せになっていいのか苦悶する。紆余曲折の末にカイルの助言、エリンの妊娠などを経てエリンと夫婦になることを決意する。
しかしヤントクから自分の母が継父と結婚後は商売に精を出し、王宮と関わりを持つほどになったと聞かされ、複雑な思いを抱く様になる。さらに運命の悪戯か実の妹と偶然にも対面、彼女に「病気で死んだ」兄の思い出話をされ、自分は既にこの世に存在しないものとされた事実を改めて痛感する。エリンの職場復帰や自身の傷心もあり、カザルムへ移ることを決意、ヤントクと別れ新天地で指物師として生きていくことに不安は残るものの、どこからか彼が実兄だと知った妹が地元の職人たちに高価な材料を大量に贈ったことで、彼はカザルムでも好意をもって受け入れてもらえる様になる。しかしいきなり金品で好意を示す方法に彼は内心激怒、これが自分を捨てたことへの返事だと判断し、地元の職人たちに支払われた金品分を母や妹に返金しようとするが、今の彼にそのような金銭が用意できるはずもなく、とりあえず実の母や妹とは一切連絡を取らないことを決意する。
しかしこれは、彼の誤解だった。彼の母が商売に必死だったのは、あくまで息子を探すための財力や影響力を得るためだった。また、母は妹の件も知らなかった。家族関係を修復できないまま、母はジェシが生まれる直前に危篤に陥ってしまう。それでも始めは意地を張っていたが、ヤントクたちの必死の説得と身重でありながら母の病床へ向かったエリンに心が動き、自身も妻の後を追うが、着いた時にはすでに母は亡くなった後であった。
母の死後、考えを改めた彼は、エリンやジェシと共に家族として生きていくことを誓う。
その後は指物師として、エリンと共に息子ジェシを育てる。しかし11年後、元<堅き楯>である故に、エリンの留守中に自分のみならずジェシまで命を狙われる事態が発生する。そのため、<堅き楯>と闘蛇乗りとの架け橋になりたいという名目で、闘蛇乗りに志願する。
ラーザとの決戦から22年後に病で亡くなるが、始めの8年間は青鎧の任務に就きながらジェシを立派に育て上げ、指物師に戻ってからは孫を抱き上げる事もでき、穏やかな余生を過ごした。これもエリンに出会えたおかげである。
アニメのラストでは家庭を持ち、竪琴師になっている所迄が明らかになっている。
ジェシ
声：並木のり子
『探求編』より登場したエリンとイアルの息子で、初登場時8歳。父と同じ黒髪で霧の民の血を引くもクォーターの為、瞳も黒。難産の末に生まれた一人息子である。
両親からは想像できないほど口が達者なやんちゃ坊主だが、生物全体が大好きで好奇心旺盛な一面は母親譲り。また、『完結編』の後半で父譲りの俊敏さと行動力を見せる様になる。
王獣を家族のように大切に思っていて、「王獣を道具のように扱う」という意味とも取れる「王獣使い」という言葉にかなり嫌悪感を示す。幼い頃から共に育ったアルを「アル姉ちゃん」と呼んで慕っている。またかつてのエリン同様、母のようになりたいという夢を持っており、12歳でカザルムへの入舎ノ試しを受ける。その際、入舎の動機を問われ、「ぼくは王獣が大好きです！ だから、母のようになりたいのです！」と黒々と大きく書いて、トムラら教導師達を大爆笑させた。
そんな彼もやがて過酷な運命に引きずり込まれてしまう。始めこそ両親を案ずるあまり荒れた事もあったが、「必ず戻って来るから」と言うエリンの言葉を信じ、両親を待つ決心をする。それからは、時折直情的な一面も見せるものの、心身共に著しく成長し、家族や王獣を気遣う一方で自身も意外な活躍を見せる。
決戦後、母と一緒にいられたのは僅か4日間だったが、彼にとっては大変有意義な時間だった。母の遺志を受け継ぎ立派に成長した彼は、教導師長として後進の育成に務める一方で、リョザの国家安定にも一役買う事となる。
アニメでは最終回の1シーンのみ登場。アルの傍らで母の仕事が終わるのを待っていた。母譲りの音感を持つのか竪琴を上手に演奏している。

### 重要人物
ソヨン
声：平田絵里子
エリンの母親で、獣ノ医術師。元は霧の民で、一族の中でも聡明で性格の良い子と評判だった。アケ村の他の女性より頭一つ分背が高く、瞳は緑色。髪の色については原作で言及されていないため全くの不明。16歳の時に一族の掟を破り、闘蛇衆の頭領の息子であったアッソンと結婚したことで霧の民から追放され、17歳の時にエリンを産んでいる。その後医術師をしながら女手一つでエリンを育てる。好奇心故に羽目を外す事もあるエリンをごくたまに強く叱る事もあるが、エリンが愛する夫の特徴を多く受け継いで産まれた事を心から喜んでおり、深い愛情を注いでいる。
医術師として非常に優れた腕を持っており、その腕を買われて<牙>の世話を一任されていた。霧の民である事から村人たちとは幾ばくかの距離を置いていたものの、普通の村人達からは医術師としての腕のみならず、その人柄も評判が良かった様である。
彼女が世話をしていた<牙>が全て死んだことを罪に問われ、監察官らの責任逃れから処刑される事になる。その際自分を助けに来てくれたエリンに感激するも、自分はもう助からない事に気付いていた彼女は、娘だけは助けようと大罪とされる<操者ノ技>を使ってしまう。そして自身は闘蛇に沼に引きずり込まれ、二度と上がって来なかった。没年齢27。アニメではエリンに形見の腕輪を託している。
『探求編』では彼女の日記が発見され、「<残された谷>へ行ってみたい」との記述を残していた。また、<牙>大量死の原因が判明した時、同時に生前の彼女の真意も知ってしまったエリンは大いに苦悩することになる。
アニメでは原作より若干男勝りの印象を受ける。エリンやサジュ同様アケ村でのシーンが長くなり活躍が増えた事や、キャラクターデザインもあって、非常に人気が上がったキャラの一人である。
トーサナ・ジョウン
声：内田直哉
真王領の東端、サンノル郡に住む蜂飼い。多少せっかちだが面倒見の良い性格。
王都のタムユアン高等学舎で教導師長を務めていたが、ある事件で教え子のサマンを亡くした責任を問われ、職を追われて蜂飼いとして隠遁生活をすることになる。
アケ村から流れ着いたエリンを介抱し、以後4年間にわたり彼女の養い手となる。その時エリンが非常に聡明で優れた視力や聴力、そして絶対音感の持ち主である事に気付き、様々な学問の知識を教え込んでいる。
実は霧の民に対する偏見の気持ちは皆無ではなかったが、元気を取り戻し爽やかな少女に成長していくエリンに対してはそれも気にならなくなる。こうしてアサンが連れ戻しに来る迄の4年間は彼にとっても幸せな時となる。
エサルとは学童時代からの友人で、彼女が教導師長を務めるカザルム学舎へエリンを編入させた。その後はアサンの勧めもあり王都に身を寄せていたが、心臓の持病のため間もなく亡くなる。後にエリンは、「おじさんがいい人で本当に良かった、もし悪い人に拾われていたら、今の私はない」と回想し、改めて彼に感謝している。
アニメ版では所構わず屁をする癖がある。また、セィミヤの家庭教師を務めていた時期があるらしい。
コルマ・エサル
声：加藤沙織
王都の近くに位置するカザルム王獣保護場で教導師長を務める女性。出身は下級貴族のコルマ家。ジョウンとは学童の頃からの親友であり、それが縁でエリンはカザルム王獣保護場へと入舎した。
エリンが霧の民の血を引いていることを知っても特別扱いすることなく接し、学舎で学ぶ子供たちのことを第一に考えている。気が短く、思い立ったらすぐ行動に移す性分。アニメではリランに指を食いちぎられたエリンにミトンを手渡している。
『探求編』以降、ジェシも生徒として受け入れる事となるが、やんちゃなジェシには手を焼く場面が目立つ。エリンのカザルム入舎から最期までを見守り、『完結編』のラストで皆に惜しまれつつ82歳で亡くなったことが語られる。
ユーヤン
声：高倉有加
カザルム学舎のエリン以外の唯一の女学童。エリン程長身ではないものの、真王領の女子としては大柄である。少々お喋りで早とちりだが明るく世話好きな性格。また、エリンが霧の民の血が入っている事もきちんと受け入れておりエリンにとってはかけがえのない親友となる。
真王領の北端の地方の出身であるため、作中では関西弁で表現される強い訛りのリョザ語で喋る。これはモデルとなった著者の親友が関西出身であるためとの事。名前もその友人のニックネームに由来するらしい。
カザルム卒舎後は故郷で獣ノ医術師となり、学童時代から恋心を抱いていたカシュガンと結婚し、家庭を持つ。その後、エリンとの再会は果たせなかったものの、手紙で連絡を取り合っていることがわかっている。
著者は彼女を登場させた理由として、重い物語を生きるエリンの心を和らげる親友を作りたかったことと、作品世界における地域ごとの文化の違いを表現することを挙げている。
トムラ
声：川野剛稔
カザルム学舎の男子学童。エリン達の4学年上で、後輩からは優秀な先輩として慕われている。
幼獣リランの世話係を外されたことで初めはエリンのことを苦々しく思っていたが、王獣舎にこもり食事も取らずに熱心にリランの世話を続けるエリンの姿を見て、しだいに協力していく。それからは、夏ノ試しを控えたエリンの勉強の手助けをするなど、エリンの良き理解者となる。
教導師としてもエリンの先輩となり、アニメでキリクがエリンを詮索しようと近づいた時はいち早く気付き、二人の元へ駆けつけた。
『探求編』以降も教導師として登場しており、入学した当初のジェシにはやはり手を焼く事になる。

### 真王家
セィミヤ
声：高橋美佳子
リョザ神王国の王女で、ハルミヤの孫娘。エリンより2歳上。両親が馬車の事故で亡くなっていた事もあり、ハルミヤ崩御後、次代真王に即位する。金髪で、瞳は金色。王女時代から崩れゆく国の在り様に苦悩している。大公家の長男であるシュナンと恋仲になり、国を一つにする為という彼の意志に共感し後に結婚するが、真王家と大公家との婚姻を経ても依然残る領民同士の対抗意識、最も清くあらねばならない真王が「穢れ」た大公と婚姻することで穢されてしまったと見做す真王領民への後ろめたさ、そしてそれらに対してハルミヤの様に固い意志を持って振る舞えない自分に歯がゆさを感じている。シュナンとの間に2児を授かり、『探求編』では第3子を懐妊中だった。
決戦後、エリンの言葉を元に新たな王獣規範を作成し、現真王としてリョザ再興の為に本腰を入れて取り組む様になる。臣下を始めとする真王領民にも、国の為に当事者意識を持たせるよう導くようになる。
なお、アニメではハルミヤの崩御後、原作よりも精神的に著しい成長を見せており、シュナンに対しても自分の考えをきちんと述べている。また、エリンには友情に近い感情を持っており、アニメでは彼女が「誰かエリンを助けて!」と叫んだ事が、リランのエリン救出のきっかけとなっている。
ハルミヤ
声：谷育子
『闘蛇編』『王獣編』の時代における真王で、初登場時60歳。王都の王宮で他の一族と共に暮らしている。王都に懐が広い果断な性格だが、物事を深刻に捉えてしまうきらいがある。ダミヤの誘惑に惑わされない、エリンの毅然とした態度を気に入る。
3歳の時に<血と穢れ>の襲撃によって母と祖母を亡くしたため、真王に伝わる知識を継承しないまま5歳で即位している。故に王獣規範の由来や祖先の歴史などを知らず、後にエリンからその話を聞かされ愕然とした。
ダミヤの策略により、カザルムへの行幸からの帰途、闘蛇軍の襲撃に遭い頭部を強打。一時は回復するも、その後王都へ到着すると同時に脳内出血で倒れ、そのまま崩御する。
ダミヤ
声：石田彰
ハルミヤの甥で、セィミヤの従叔父。セィミヤがもっとも気を許している人物。真王は代々女帝であるため自身に王位継承権はなく、大公領をたびたび視察に訪れるなど、自由奔放な生活をしている。
30歳になろうかという年だが妻は娶っていない。貴族の未亡人から平民の娘まで幅広く手を出すほどの女好きで、作中ではエリンにも声をかけハルミヤから「悪い癖」と苦言を呈されている。一見すると単なる優男に見えるが、気働きのある男でもあり、ハルミヤにとっては行政面の良き相談役である。
その本性は権勢欲の強い狡猾な陰謀家であり、シュナンと袂を分かったヌガンを心酔させ、自分の配下に引き込む。また密かに用意した闘蛇の卵を真王領に流し、それらを使って闘蛇部隊を組織、カザルムへの行幸を終え王都に戻る途中のハルミヤを、大公の仕業に見せかけて闘蛇部隊に襲わせ暗殺。次期真王に即位したセィミヤと婚姻を結ぶことで権力を掌握し、さらに大公軍の闘蛇をエリンの<操者ノ技>を使い我が物にしようと画策した。
だが、その迂闊な発言が結果的に裏目に出て、エリンに真実を知らされていたセィミヤが大公家との和睦を決定、これを阻止しようとするも、部下の中に紛れ込んでいたイアルに取り押さえられる。シュナン抹殺の保険として用意していたヌガンの闘蛇部隊もエリンとリランによって撃退され、シュナンを救出されてしまう。これによって彼の計画は完全に瓦解し、最終的にはイアルによってその場で斬殺されるという呆気ない最期を遂げた。
ユイミヤ
セィミヤとシュナンとの間に生まれた皇女で、現時点ではセィミヤの後継者。初登場時は5歳。金髪だが瞳は黒い。
シィミヤ
ハルミヤの祖母で幼かったハルミヤを守らせるために堅き楯を作った。
ミィミヤ
シィミヤの娘でハルミヤの母。〈血と穢れ〉が王宮に火を放った際、火にまかれて命を落とす。
リノミヤ
ハルミヤの娘でセィミヤの母。馬車が立ち木に激突するという不慮の事故で夫と共に命を落とす。
オリヤ
セィミヤの遠縁の従兄

### 大公家
シュナン
声：花輪英司、堀籠沙耶（少年期）
大公の長男で、次代の大公の位を継ぐべき立場にある青年。国内に生じた歪みを国民にまで感じさせるほどになってしまったリョザの行く末を案じ、現実を見据えようとしている。そのため、武力を行使せずに大公家と真王家の婚姻という形で国を統一し、そのありようを変革させようとするが、弟にはその考えが受け入れてもらえず、苦悩する。
<降臨の野>でヌガンが反乱を起こし命を狙われるが、リランと共に現れたエリンに救われることとなる。
セィミヤに対して恋心を抱いているが、国の現実を見ようとしない彼女には毅然とした態度を取る。後に大公の位を継ぎセィミヤと結婚し、3児の父となる。
大公
声：楠大典
『闘蛇編』『王獣編』の時代における大公で、シュナンとヌガンの父。アニメ版ではオランと呼ばれる。リョザの臣民たちが隣国から蹂躙されることなく平穏に暮らしていられるのは自分たちのおかげだと自負しており、多大な犠牲を払ってまで国を守り、富ませてきたことを誇りに思っている。最近は病気のため、実務はシュナン達に任せることが多かった。
<降臨の野>でセィミヤが青い旗を振った直後、シュナンと共に進軍していた所を反乱を起こしたヌガン率いる闘蛇軍に側面から突撃され、戦死。
大公妃
本編未登場。シュナン、ヌガン、オリの母親。夫と次男の悲惨な最期に心を病んだとされる。
ヌガン
声：川本成、中上育実（少年期）
大公の次男で、シュナンの弟。国への忠義を我が身を捨てて示した初代大公ヤマン・ハサルに対して強い憧れを抱き、国を清らかに保つために大公が「穢れ」をあえて被る形こそが素晴らしいと信じる。そのため、真王と大公の関係を否定し、国のありようを変革させようとする兄に対して愛憎入り混じった複雑な思いを抱く。結果的に彼の国に対する忠誠心は、ダミヤに付け込まれ利用されることになる。
<降臨の野>において青い旗が振られた直後、父と兄が真王を従えようとする逆賊ととらえ、ついに反旗を翻す。父を殺し兄にも迫ったが、リランに乗って現れたエリンによって阻止され、捕らえられる。その後はダミヤの野心の道具にされていたことを悟り、獄中で首を吊り自害したことが語られる。
オリ
『探求編』以降に登場する、シュナンの妹。決戦後、辛い立場にある兄シュナンを支える。楽師ロランと魅かれ合いながらも、近隣のトゥラ国とリョザ国の間のよい関係とリョザの経済的窮乏を救うため、トゥラの王子タウロカとの婚姻を決意する。しかし嫌々というわけではなく、あの方であれば「どんどん好きになっていける予感がございます」とセィミヤに対して語っている。かくて婚姻は上手くいき、彼女の願いも果たされる。
ヨナン
『探求編』以降に登場する、シュナンとセィミヤの間に生まれた皇子。初登場時9歳。髪と瞳の色は明示されていない。
ラマシク
〈血と穢れ〉が王宮に火を放ったころの大公。

### 〈堅き楯〉
カイル
声：新垣樽助
<堅き楯>の一人で、イアルの同僚。アニメではサイコロを普段から持ち歩いており、武器にしたり占いに使ったりする。イアルから卵泥棒の調査を引き継いでいる。イアルと対照的にややいい加減な言動が目立つ。<堅き楯>引退後のイアルとも親交がある。
オッサル
ゴロツキに化けた刺客に殺された。
ラギム
カイルの後輩の<堅き楯>

### カザルム領
カリサ
声：織田芙実
カザルム学生寮の寮母。寮内の肝っ玉母さん的存在。なお、アニメではヌックとモックに対するツッコミ役として活躍の場が増えている。
ヤッサ
声 - 新垣樽助
カザルム学舎の教導師長補佐。
トッサ
声：大久保利洋
カザルム学舎の教導師。アニメ版では語尾が「〜なんだね」となる特徴的な話し方をする。
ロサ
声：下崎紘史
カザルムの教導師。頭頂部は薄いが、髪を後ろで少し束ね、メガネと口ひげをはやした年配の男。言葉に毒があるため学童から敬遠されている。エリンが霧の民の血を引いているという先入観で見てしまうところがあり、リランとの関係をとやかく詮索するため、エリンもロサのことを余りよく思っていない。
カッサ、メッサ
声：高坂篤志、赤澤涼太
カザルム学舎の教導師達。
カシュガン
声：金田アキ
カザルム学舎でエリンやユーヤンの同級生。ユーヤンと仲が良く、『探求編』以降は結婚し、5児の父になっている。また、かなりの情報通。
ヤムリ
タムユアン学舎の研究生としてエサルが訪れたときのカザルム学舎の教導師長。
チッキ
カザルム学舎でジェシの同級生。虫食いの木の芽印を思いつく。
マキム
外伝に登場するカザルム学舎の教導師見習い。
ユジ
エリンがジャシの木の芽印を縫うための金糸を買いに行った糸屋の女性。
アイナ
イアルが襲われた際に偶然、湯屋にいた人。
ヨシ
イアルが襲われた際ジェシが駆け込んだ貸し馬車屋の主人。
ポッチ
ファコ屋の息子で母親にジュグを焼いてもらい、それで戦ごっこの仲間を増やし連戦連勝している。
ユナカ
トムラの妻。
ヤムキ
トムラとユナカの三男。

### アケ村
エリンの祖父
声：永井一郎
エリンの父方の祖父で、ソヨンの義父。アケ村の闘蛇衆の頭領。霧の民を毛嫌いし、ソヨンとエリンを蔑視している。
エリンもジョウンに救出された直後に「おじい様達はずるい」と不信感をあらわにしており、一連の行為に村人達からも陰口を叩かれている。
ただ、アニメでは監察官の鞭からソヨンをかばったり、ソヨンの処刑時には助けに来たエリンへの攻撃を制止したりする等、実はある程度情があり、内心二人を義理の娘と孫として認めていた様である。44話では病床にある事が明らかになる。
アニメ版ではハッソンと呼ばれている。
アッソン
本編開始時点で既に故人。エリンの父親で、ソヨンの夫。サモックの岩場で負傷して身動きが取れなくなったところを偶然通りかかったソヨンに救われ、後に結婚する。エリンが生まれる前に18歳で病死するが、直前に父親にソヨンとエリンが村で不自由なく生活させるよう頼んだ。
ソヨンは、彼が両のどちらにも似ず大変優しい性格で、周辺を明るく、温かくする笑顔の持ち主だったと娘のエリンに語り、彼女が夫からその顔立ちや人柄、そして笑顔を受け継いだ事を心から喜んでいる。
アニメではソヨンの回想としてビジュアルだけ登場。エリンは父親似である事がすぐ分る顔立ちで、爽やかな笑顔の持ち主として描かれている。
サジュ
声：石毛佐和（少女期）、五十嵐裕美（青春期）
エリンのアケ村時代の友人だった少女。原作では出番はあまり多くなかったが、アニメでは導入部の追加によって大公領の一平均的村娘として位置づけられ、出番が多く描かれた。
背丈はエリンよりもやや低く、性格は明るくお茶目。また、エリンとは逆に闘蛇の事は気味悪がる一方で、お洒落に関心が強く、（アニメでは）赤紫のショートヘアに花模様の髪飾りを付けている。
家族は父（声：高瀬右光）と母・オキ、祖母（声：西宏子）、姉・ソジュの他、妹がもう1人いる。
原作では本編の女性キャラでただ一人エリンに瞳の色の事で言及したものの、エリンとは大の仲良しで、ソヨンの事も「ソヨンおばさん」と呼び、慕っていた。
44話で再登場。チョクと結婚し、娘（声 - 石毛佐和）を授かっている。エリンが生きていることを知らない。
ソジュ
声：木村亜希子
サジュの姉。原作では存在が明かされているのみでほとんど出番が無い。作品世界では普通女性は16歳前後で結婚する事から、サジュより5、6歳上と思われる。
サカ村の頭領の息子に嫁入りすることになっているが、その直前にチチモドキ入りの草餅に当たり倒れてしまう。しかしソヨンがエリンを連れて霧の市に出向き入手した解毒剤によって回復、無事嫁いで行く。
オキ
声：山田智子
サジュとソジュの母。アニメではやたらと大声を出す性癖がある。原作でもソヨンやエリンと近所付き合いしており、ソヨンは<牙>の大量死事件の後処刑されることを想定してオキにエリンの養育を頼むなど、舅や姑よりも信頼していることを伺わせる。さらに上記の通りアニメにおいては、上の娘ソジュをソヨンに救われており、彼女もソヨンに対し恩義を感じている。
名前が判明した『探求編』では生死不明だが、エリンの祖父に見つからないよう隠し持っていたソヨンの遺品の日記をツラナに預けており、これが<牙>大量死の謎解明に大いに役立つ事となる。
チョク
声：渡辺明乃（少年期）、興津和幸（青年期）
エリンのアケ村時代の友人だった少年。父（声：鶴岡聡）と母（声：金田アキ）の3人暮らし。原作ではほんの一、二場面程しか登場しない。明るく気のいい性格だが、闘蛇衆の息子であるにもかかわらず闘蛇を気味悪がっており、そちらの意味で「エリンは変だ」と言及したことがある。
そんな彼も44話では立派な闘蛇衆となり、サジュと結婚している。49話では<降臨の野>に駆けつけ、タイランの闘蛇の世話を担当する姿が確認できる。

### トカラ村
ツラナ
エリンの父アッソンの従妹。年齢はソヨンの一つ下。エリンが5歳の時にアケ村からトカラ村へ嫁入りしている。まだ口の回らなかったエリンは「チャアチャアおばちゃん」と呼んでおり、エリンもおぼろげながら覚えていた。
トカラ村に調査へやって来たエリンと再会を果たし、無事成長した彼女を見て大喜びする。またソヨンの事も「いい人だった。始めは瞳の色に驚いたけど、従兄さんがなぜあの人に惚れたか分かる気がする」とその人柄を賞賛する。
オキからソヨンの遺品の日記を預かっており、エリンに渡す。
チムル
トカラ村の闘蛇衆の若者。8人兄弟の次男。言葉遣いは良くないが気だては良い。村で飼っていた<牙>が全滅し、その責任を問われ捕らえられた兄の名誉を回復するため、その原因調査にやってきたエリンとヨハルに協力する。
ヤラク
息子がトカラ村の監察官で、トカラ村で闘蛇の大量死が起きる2年前に死んだ。

### ウハン村
カマル
緑の瞳を持つウハン村の村長。87歳とは思えないほど元気な老人。彼の息子は闘蛇衆の頭領で、曾孫も緑の瞳を持つ。
コル
闘蛇衆で、卵採りの現場をエリンに見せる。
アウル
ウハン村守備部隊の千戸長。実はラーザに買収されており、エリンとヨハルの命を狙うが、逆に捕らえられる。その後彼や部下の供述で、8年前に闘蛇衆がラーザに拉致されていたことが明らかとなる。

### アマスル領
ヨハル・アマスル
シュナンの側近で、最高位の闘蛇乗り・黒鎧を永年務めた武人。『探求編』で初登場し、その時点で既に武人としては引退している。ジェが故郷から招いた闘蛇を操る<緑ノ目ノ民>の子孫であり、エリンとは同根の民である。
また<血と穢れ>の創始者の曾孫でもあり、自身もかつて結社を持っていたが、その強引な方針に疑問を持ち自ら脱退している。そのため<血と穢れ>の行動をあらかじめ察知でき、<牙>の大量死の原因を探るエリンの警護役を自ら買って出る。
後に彼の素性を聞かされたエリンは驚くが、彼自身はエリンを気に入っており、引き続き同じ様に接してもらいたいと思っている。後の決戦の時も彼もイアルと行動を共にする等、『探求編』以降の重要人物の一人と言っても過言では無い。
ロラン・アマスル
ヨハルの養子で楽師。アシェの血を引くため、褐色の肌を持つ。9歳の時、戦火の中で孤児になりアスマル家に拾われた。不思議と人を惹きつける魅力を持っている。同じ奏者であるエリンに幸せになってほしいと思っており、精神的に追い詰められた彼女に対し死んではいけないと諭す。
サリ
ヨハルの娘。怪我をしたエリンのために片手でも食べられる食事を出すなど、色々と気遣いを見せる。
ムハン
サリの夫。
クリウ
隊商都市イミィルの<示道者>であったが、今はその地位を甥に譲っている。口元に入れ墨がある美しい老女。
トゥル
リョザ軍の兵士。母親がロランと同じアシェ出身で、アシェ語もシャラム語も流暢に話せる。

### ウラム
オラ
ラーザがウラムを襲撃した際の総督。ウラムの街の人々との付き合いをないがしろにしたため、ラーザに攻められるきっかけを作ってしまった。
カッソム
オラの前任のウラムの総督。ウラムの人々との付き合いを大事にした。
オミル
ウラムに派遣された守備兵で、ラーザがウラムを襲撃した際にロランと共に捕虜にされる。

### ラーザ・オマ・カルダ
ノズグラ
西ウリシの大首領。
オズグラ
ノズグラの重臣の中年の武人。

### タムユアン学舎
トサリエル(公)
タムユアン学舎の所有者。
サマン
タカランの息子。自尊心が異常に強い上、嫉妬深く意地悪な性格。しかも陰湿な嘘をつく為、ジョウンからは内心嫌われていた。
タムユアン学舎の最終試験で合格点を取れず、高級官僚になれなかったのはニイカナに脅迫されたからと告げ口するが、ジョウンに信じてもらえず、将来を悲観して自殺した。
タカラン
サマンの父で高級官僚。息子を自殺に追いやったジョウンを学舍から追放させた。
ニイカナ
ジョウンの教え子の男子。サマンとは対照的に、貧しい出身ながら頭脳明晰で、性格も明朗快活で努力家の為ジョウンから気に入られている。真面目に勉学に励み、最終試験で晴れて首席になる。
ロム
タムユアン学舎の研究生になったエサルの担当教導師。

### その他真王領の人物
ナミ
セィミヤの侍女で毒見役。アニメ34話では毒入りのお菓子を毒見し寝込む。
トィヤラ・ソマヤ・アキザラク
真王領の古い家系を持つ貴族たち。
オウリ
ラザル王獣保護場の長。
ユアン
タムユアン学舎時代のエサル・ジョウンの学友。医術師。
シリア
ユアンの許婚。
オキマ・ルキン
ユアンの三男。学童のあいだで身分が原因の緊張があるとして学童がのびのびと勉強できるようにとタムユアン学舎の分舎を設立したいと〈王立学舎連〉に提案した。
コルマ・ミカリ
エサルの妹で、姉のエサルの代わりコルマ家を継ぎサイランと結婚した。
タユカム・サイラン
元々はエサルの許婚だったが、ミカリが家を継ぎミカリの夫となる。
ホクリ
タムユアン学舎時代にエサルが師事した獣ノ医術師。猿の行動を観察していてチュワンの薬効を発見したことで有名。
オラム
引退した王獣捕獲者で、幼獣を捕まえようとしてエクを傷つけてしまったことを生涯の恥としている。
オキ
オラムの息子。
トキマ
故人の獣ノ医術師でトカゲの毒の解毒方法を研究していた。ガリョの性別の決まり方を偶然発見し、のちにエリンによってそれが闘蛇にも当てはまることが発見される。
トーサナ・アサン
ジョウンの息子。ジョウンを連れ戻しに来る。霧の民を蔑視しておりエリンのことを嫌悪する。
ヤントク
イアルの幼馴染の指物師。アニメでは楽器職人でエリンが工房に竪琴を持ち込む。
トキ
ヤントクの妻。
キィノ
イアルの妹。本編初登場時は1歳未満の赤子。幼い頃は多忙な母に構ってもらえず、母を恨んだこと時期もあった。成長後、〈ミカルマ＝サッカラ木材店〉の大番頭と結婚、二人の子どもがいる。
ひょんなことからイアルが兄だと知り、良かれと思い主に財力面で兄を支援するが、誤解が元で一時的に兄から絶縁されてしまう。
ジンジ
イアルが小箪笥も装飾を頼んだ漆細工の職人。イアルとは気が合ったらしくイアルと漆や金箔の話をしていた。
オグラン
ならず者の息子で13歳になるが働いていない。父親からケンカの仕方を習っているらしく子供とは思えない怪我をさせる。
当時8歳のジェシをいきなり襲撃し、子供の喧嘩とは思えないような重傷を負わせるが、その目的は不明。

### その他大公領の人物
ジキ伯サルマ
大公領のトゥラ王国との国境に近い南部の領主。
オルク
イアルのいる新生闘蛇部隊の隊長。
ユナン・ロカル・ラハル
シュナンがセィミヤのもとへ連れてきた負傷兵。
ユナンは騎馬兵として敵と交戦し、左足にひどい傷を負い、傷が膿み腿から切り落とさなくてはならず左足がない。
ロカルは物見だったが物見櫓の上で敵の火矢を右目に受けた。
ラハルはラーザがホサル峠から攻め入った時に砦の城門を守って戦い右腕を失った。

### 霧の民
ナソン
声：小野大輔
霧の民の探索者であり、巡回者でもある。追放された霧の民が戒めを破らぬ様に監視する役目を担う。元はソヨンを担当していたが、彼女が処刑された後、今度は生き延びたエリンを追う。
過去にはソヨンの許婚だったが、ソヨンからは、「好きでも嫌いでもない」と言われてしまっている。
本来は思慮深い性格だが、掟や任務を最優先するあまり、冷酷で厳しい発言をする事も多い。
エリンに<神々の山脈>で起きた悲劇を知らせ、<操者ノ技>を使わないよう説得しようとするが、逆にエリンから頑なに傍観者の立場を崩さない霧の民の方針を非難されてしまう。
『完結編』で<残された谷>からやってきたリョザとソヨンをカザルムへと道案内する役割を買って出る。この時ジェシにもエリンの時と同様に警告するが、その時もソヨンやエリンを批難した為に逆に彼を激怒させる。『王獣編』でエリンに対面した時のことを回想し、彼女に<災い>の真実をしっかりと伝えなかったことを後悔する旨の発言をしている。
エリンの祖母
原作にのみ登場するエリンの祖母で、ソヨンの母。顔立ちがソヨンに似ている。何よりも掟を最優先させてしまう性格で、ソヨンがアッソンと結婚する事に反対する時も、娘の心身を案じる言葉を一切かけなかったため、結果ソヨンに掟を破らせてしまう。また、ソヨンが処刑された時も、娘が処刑された事より大罪を犯した事を嘆き、自害しようとして止められる。その後<降臨の野>での決戦を控えたエリンを一族へと連れ戻そうとするが、霧の民の方針に嫌悪感を示していたエリンに拒絶される結果に終わった。
アニメでエリンがソヨンから渡された腕輪は彼女からソヨンに受け継がれた物。
長老
声：京田尚子
霧の民の長老の一人。ナソンにエリンの行方を追うよう命じる。
霧の大長老
声：藤本譲
ナソンにエリンの行く末を見届けるよう命じる。また、王獣探しの旅をしていた若いころのエサルに、これ以上王獣と関わりを持たぬよう警告した。

### 残った人々（カレンタ・ロウ）
リョザ
ナソンと共にカザルムへと駆けつけ、エサルやジェシに<神々の山脈>で起きた<災い>の真実を伝える。
基本的にはもの静かな青年で、ラーザとの決戦後も母と共にカザルムに留まり、エリンを見舞う。
ソヨン
リョザの母親で、金と緑の瞳を持つオッドアイ。エリンの母と同名だが、ナソンによれば「同族に多い名」らしく、直接の血縁関係はない模様。穏やかな性格で、エサルから真王一族に関する歴史の伝承が王宮襲撃事件によってハルミヤの代で途絶えた事を聞き、理解を示している。
ラーザとの決戦後にエリンと対面、「残された谷」の現在の様子等を語る。

### 神話に登場する人物
オファロン王
声：上別府仁資
太古の昔、<神々の山脈>の向こうで栄えたオファロン王国の王。闘蛇を操る<緑ノ目ノ民>の力によって権勢をほしいままにしたが、圧政に苦しむ国民の姿を見かねた<緑ノ目ノ民>の反乱によって国を追われ、<神々の山脈>の険しい谷へ逃げ込む。後にジェと共に王獣を引き連れてオファロンへと舞い戻るが、血に狂い暴走した王獣と闘蛇によってオファロンは滅亡。自身も暴走した闘蛇の餌食となる。
サコル
オファロン王の家臣。名前は原作のみの設定。王国の異民族居住区を統括しており、隣国との戦に焦るオファロン王に、闘蛇の力を利用してはどうかと進言する。隣国との戦は大勝に終わったが、その後オファロンはその圧倒的な軍事力で周辺の国々を次々と併合、圧政に苦しむ国民の姿を見かね、<緑ノ目ノ民>と共に反乱を起こす。
ジェ
声：水野理紗
リョザ神王国を興した王祖で、金色の瞳を持つ長身の女性。<金色ノ目ノ民>の長老の娘であり、祭司だった。
逃亡してきたオファロン王から豊かな大国の話を聞き、厳寒や粗末な食糧で細々とした生活をする民を不憫に思うようになる。その後王と共に王獣を引き連れてオファロンへ乗り込むが、闘蛇を食した王獣の暴走によって繁栄していた王国を滅亡に追いやり、呪われた地を作る原因となった。この事で故郷から追放され、<神々の山脈>を越えて、人も獣も傷つかない王国を望みリョザ神王国の王祖となった。自ら引き起こした悲劇を二度と繰り返さぬよう、王獣規範を後世に遺した。
リョザ
ジェの弟。<神々の山脈>の<残された谷>にまで戦火が及んだ時、自らの命と引き換えに戦いを終結させ、谷に逃げ込んだ人々の命を救った。ジェはこの弟の功績を讃え、自分が新たに興した国にその名を付けた。
ヤマン・ハサル
シュナンやヌガンの祖先で、リョザ神王国初代大公。ジェから4代後の時代、隣国のハジャンがリョザに攻め込んだ際、戦をせずに自ら首を差しだそうとする真王を諌め、神宝・闘蛇の笛を手に闘蛇軍を指揮してハジャンを打ち破る。また自身は「国の穢れ役」を自ら買って出る覚悟を決めて家臣と共に国の東側へと移り、二度と西側に戻らなかった。
オシク・ハサル
ヤマン・ハサルの孫。
真王領では祖父の遺志に背き、ハジャンとの戦で隊商都市を獲得するなど大公領を拡張し、富ませていったため、結果的には<血と穢れ>思想を生んだ、とされている。
大公領では、貧しい王国が敵におびえながら暮らさずにすむよう、自分の名が穢れたものとして語り継がれることを知り、あえて国の安定のため尽くした大公とされている。

### アニメ版のみ登場する人物
ヌック、モック
声：藤原啓治、柳原哲也
比較的長身で、髯を生やしているのがヌック、小柄でズングリした体型で、話すとき「〜モン」と言う口グセがあるのがモック。
元々はごく普通の真王領民だったが、その性格が災いして農仕事も兵役も上手くいかなかったらしい。その後仮面の男に利用されて卵泥棒（未遂）に手を染め、指名手配されてしまう。<堅き楯>達に追われていたところをエリンに助けられて以来それを恩義に感じており、ジョウンの小屋からカザルム、王都、さらには<降臨の野>と、エリンについていくことになる。カザルム学舎では雑用係として働くが、失敗が多くカリサに怒られてばかりいた。
闘蛇や王獣に襲われる、不良に絡まれる、ダミヤに人質に取られるなど、行く先々でトラブルを引き起こす凸凹コンビだが、崖から落ちたジョウンとエリンを救出したり、エリンの飛翔訓練用の服や騎乗具を作ったりするなど、いざというときは意外な活躍を見せることも。<降臨の野>以降の動向は不明だが、ラストシーンからすると引き続きカザルムの学舍で働いている可能性が高い。
月日の経過によって他の登場人物が様々な成長を見せる中、この二人だけは外見がさほど変わらず、視聴者の視点でエリンを見守るような役回りのキャラクターである。
キリク
声：楠田敏之
表の顔は毒専門の教導師であり、物語中盤で王都のタムユアン高等学舎から多額の寄付金付きでカザルム学舎に赴任してきた。学童達からの受けは良いが、裏ではダミヤの下で仮面の男として暗躍し、ヌックとモックに闘蛇の卵を盗ませようとしたり、カザルムではエリンとリランの関係を詮索するなどしていた。イアルとは何度も剣を交え、互角以上の勝負を繰り広げた。リランの肩を矢で射抜いた張本人でもある。
真王領の貴族の家に生まれたが、モットン夫妻の手により両親と妹を失っており、自らも抑圧された生活を送っていた。後にモットン夫妻を自ら毒殺したが、この事から大公領民に対して激しい憎悪を抱いている。
常時菓子を持ち歩いており、これで相手を懐柔したり、時には鋭利な飴を投げ付けて武器にもする。大公領で下働きをしていたためか料理が得意で、作中では饅頭を作ってカザルムの学童に食べさせている。
前述の過去もあって自らを「籠の鳥」と称し、「人同士が分かり合えないのに、人と獣が分かり合えるはずがない」という考えを持っている。当初は「リョザ神王国は清らかな者のためにあるべき」と説くダミヤに忠実に従っていたが、ただひたすら自然のままに王獣と共に生きようとするエリンを見るにつれて次第に心境が変化し、ダミヤや自分のやり方に疑問を抱くようになる。
エリンに対して妹のターヤを重ねて見ており、自分達の計画にエリンを巻き込みたくないと考えるようになる。その後用済みになりダミヤに始末されそうになるも、イアルと共闘して追っ手を撃退。イアルにエリンのことを託し、ダミヤのいる天幕へ近づこうとするイアルを援護した。
最終回では持ち前の医術を庶民の為に生かすべく、旅の医術師として庶民を相手に診察している様子が描かれており、エリンの故郷であるアケ村にも訪れている。
なお著者はキリクについて、『「掟」という言葉で象徴される、社会が生み出す制度の柵に捕らえられ、もてあそばれる一人間』と評している。しかしエリンに近づいた事がきっかけでその『柵』の存在に気付き、脱出する事に成功している。
2010年3月末に発売されたムック本には彼を主役にしたサイドストーリーが掲載されている。
ワダン
声：石野竜三
アケ村で獣ノ医術師をしている男。医術師としての腕前はソヨンに一歩劣る。霧の民であることからソヨンとエリンのことを蔑視していたが、ソヨンの処刑の際には独り崩れ落ちるなど情のある一面も見せた。
ソヨンの処刑後は真面目に働く様になり、<降臨の野>での決戦を控えたシュナンの命を受け、病床のハッソンに代わり闘蛇衆の頭領代行として指揮を行っていた（44話）。最終話では診察の為アケ村に訪れたキリクに、「旅の医術師とは珍しいな」とねぎらいの言葉をかけている。
ハガル
声：高塚正也
<堅き楯>の一人で、イアルの上役。原作では名前は出て来ない。イアルの俊足を見込み<堅き楯>にスカウトした。掟を破ったためイアルに討たれるが、その際<堅き楯>として見た国の裏側をイアルに伝え「現実を見据えようとしない者が国を治めるようではいけない」とイアルに忠告した。
ターヤ
声：堀籠沙耶
キリクの妹で、年齢はキリク曰く「生きていればエリンと同じくらい」としている。聡明で優しい少女だったが、モットン夫妻に毒殺されてしまう。
シロン
声：平野妹
37話でカザルム学舎に新しく入舎してきた、エリンとユーヤン以来の女子学童。タムユアンの教導師を父親（声：星野充昭）に持ち、彼女の二人の兄（声：高坂篤志）もタムユアンで首席を取り、教導師をしている。父親に認めてもらいたい一心から教導師を目指すも、平士にしかなれないカザルムにしか入舍できなかった事から、かなり心が屈折してしまう。
当初は中等二段で王獣の世話をし、女で教導師になれたエリンに対し対抗心を持っていたが、エリンやエサルの教えから、本に書かれている知識だけでは得られない、それ以上に大事なものがある事を悟り、考えを改める。さらにリランの出産に立ち会うエリンの姿を見て感涙してからは素直で明るい少女になり、エリンや他の生徒ともすっかりうち解けている。

## 動物

### 闘蛇
ルル
アニメのみ登場。エリンがアケ村で世話していた闘蛇の子供。名前の由来は鳴き声から。

### 王獣
リラン
ハルミヤの60歳の誕生日にダミヤが献上した雌の幼獣。青い瞳を持つ。その祝いの宴の最中にハルミヤを狙う刺客（アニメではキリク）が放った矢が肩をかすめ、負傷する。治療のためカザルム王獣保護場に移されても、1か月もの間水以外の一切の餌を受け付けず、光に怯えたり身食いをしたりするほど衰弱していたが、エリンの必死の世話によって回復。以後エリンとは親子のような絆で結ばれていく。また、王獣規範を知らないエリンが音無し笛と特滋水を使わず野生に近い状態で育てたため、野生の王獣同様飛行および繁殖ができるようになった。後にエクとつがいになってアル達を産む。
エリンの言葉を理解する描写があり、原作では鳴き声を使って自分の「言葉」をエリンに伝え、それにエリンが戦慄する場面がある。また、アニメの最終話ではセィミヤの声を聞き取り、エリン救出に向かう。
ルーク
かつてジェが飼っていた王獣の中の一体。名前はアニメ版のみの設定。ジェと共にオファロンへと乗り込んだ際に暴走し、オファロンを滅亡へ追いやってしまう。
エク
カザルムへ移されてきた雄の成獣。赤い瞳を持ち、リランより二回りほど体格が大きい。王宮への献上のために王獣捕獲者に狙われた幼獣を守ろうと捕獲者に突進したところで音無し笛を吹かれ、崖に激突して翼を負傷した。そのため音無し笛と怪我の記憶を結びつけて考え、当初は人間達を警戒し暴れ回っていたが、エリンの竪琴に反応して以降は順調に回復し、半月で完治する。献上される幼獣とは異なりあくまでもハプニングで捕らえられたため、回復次第野生に返す予定だったが、放牧場に出されたときにリランとつがいになってしまい、カザルムに留まることになる。
ラーザとの決戦では発狂せずに済み、他の数頭と共に狂乱から離脱する事ができた為、運良く生き残った。
アル
エクとリランの長女で、原作の『王獣編』、アニメの37話で誕生した。名付け親はハルミヤ。王獣規範制定後初めて人の手により生まれた王獣である。アニメでは彼女の誕生時のエピソードが追加されており、逆子による難産だったことが描かれた。
エリンの息子ジェシとは姉弟のように仲がよく、また赤砂糖の焼菓子が好物。後にウカルとつがいになり、ラーザとの決戦の時には身ごもっていた。このため戦隊に加えられずに済み、<災い>の真実を知ったジェシを乗せてアマスル領まで飛ぶ。しかし、ジェシがくるった王獣たちの中に飛び込んで音無し笛を吹こうとしているのに気付いたエリンの命令に従い、戦場から少し離れた場所に着地する。
彼女はカザルムで生涯を終えたが、彼女が生んだ子供達はすべて野生に返されている。
サワン
オウリがラザル王獣保護場で世話をしている王獣。名前は原作のみの設定。ラザルの王獣では群を抜いて大柄だが、その毛並みはエクやリランに遠く及ばない。エリンの鳴らす竪琴に反応を見せるが、オウリには普段から音無し笛を吹かれているため彼の鳴らす竪琴には反応を見せず、警戒して襲いかかろうとした。
カル
リランとエクの長男で、アルの弟。甘えん坊で愛嬌があったが、ラーザの決戦で発狂してしまい、その後音無し笛によって墜落死する。
ミナ
リランとエクの次女。ラーザとの決戦時は足を負傷していたため、戦隊に加わらずに済んだ。
ウカル、トゥバ、ノラ、レッセ、オッセ、カセ、フセ
幼獣の時にカザルムに連れてこられた王獣達。その内ウカルはアルとつがいになった為、身重のアルと共に戦隊から外された。また、カセ、ノラとトゥバはエクと共に狂乱から脱出している。
シノン
エサルがカザルムに来て、初めて心をひかれた王獣。エサルと20年ほどともにすごしている。

### その他
トッチ
ジョウンが飼っている雌馬。エリンが稼いで払った種付け料を元に子馬を産む。
ノロ
ジョウンが飼っている雌山羊。
ユマ
カザルムの学舍で飼われている年老いた雌馬。『完結編』のラストシーンに登場。「彼女が産気づいた」と生徒に呼ばれたジェシが、学舍内の厩に向かう所で本編は完結する。
グッロ
ロランの愛馬。
チョイ
ジェシが助けた雑種の犬。

## 既刊一覧

### 単行本
- 上橋菜穂子、講談社、全5巻
  - 『獣の奏者 I 闘蛇編』2006年11月21日発売[10]、ISBN 4-06-213700-3
  - 『獣の奏者 II 王獣編』2006年11月21日発売[11]、ISBN 4-06-213701-1
  - 『獣の奏者 III 探求編』2009年8月11日発売[12]、ISBN 978-4-06-215632-5
  - 『獣の奏者 IV 完結編』2009年8月11日発売[13]、ISBN 978-4-06-215633-2
  - 『獣の奏者 外伝 刹那』2010年9月4日発売[14]、ISBN 978-4-06-216439-9

### 青い鳥文庫
- 上橋菜穂子（著） / 武本糸会（イラスト）、講談社〈青い鳥文庫〉、全8巻
  - 『獣の奏者 1』（闘蛇編 上）2008年11月15日発売[15]、ISBN 978-4-06-285056-8
  - 『獣の奏者 2』（闘蛇編 下）2009年1月16日発売[16]、ISBN 978-4-06-285069-8
  - 『獣の奏者 3』（王獣編 上）2009年3月14日発売[17]、ISBN 978-4-06-285076-6
  - 『獣の奏者 4』（王獣編 下）2009年5月16日発売[18]、ISBN 978-4-06-285092-6
  - 『獣の奏者 5』（探究編 上）2011年4月12日発売[19]、ISBN 978-4-06-285210-4
  - 『獣の奏者 6』（探究編 下）2011年6月10日発売[20]、ISBN 978-4-06-285219-7
  - 『獣の奏者 7』（完結編 上）2011年8月11日発売[21]、ISBN 978-4-06-285223-4
  - 『獣の奏者 8』（完結編 下）2011年10月8日発売[22]、ISBN 978-4-06-285249-4

### 講談社文庫
- 上橋菜穂子、講談社〈講談社文庫〉、全5巻
  - 『獣の奏者 I 闘蛇編』2009年8月12日発売[23]、ISBN 978-4-06-276446-9
  - 『獣の奏者 II 王獣編』2009年8月12日発売[24]、ISBN 978-4-06-276447-6
  - 『獣の奏者 III 探求編』2012年8月10日発売[25]、ISBN 978-4-06-277344-7
  - 『獣の奏者 IV 完結編』2012年8月10日発売[26]、ISBN 978-4-06-277345-4
  - 『獣の奏者 外伝 刹那[注 38]』2013年10月16日発売[27]、ISBN 978-4-06-277660-8

### コミカライズ
- 上橋菜穂子（原作） / 武本糸会（作画） 『獣の奏者』 講談社〈シリウスKC〉、全11巻
  1. 2009年5月22日発売[28]、ISBN 978-4-06-373176-7
  2. 2009年12月22日発売[29]、ISBN 978-4-06-373199-6
  3. 2010年9月9日発売[30]、ISBN 978-4-06-376236-5
  4. 2011年4月8日発売[31]、ISBN 978-4-06-376261-7
  5. 2011年11月9日発売[32]、ISBN 978-4-06-376307-2
  6. 2012年6月8日発売[33]、ISBN 978-4-06-376340-9
  7. 2013年5月9日発売[34]、ISBN 978-4-06-376399-7
  8. 2013年12月9日発売[35]、ISBN 978-4-06-376435-2
  9. 2014年9月9日発売[36]、ISBN 978-4-06-376490-1
  10. 2015年10月9日発売[37]、ISBN 978-4-06-376574-8
  11. 2016年4月8日発売[38]、ISBN 978-4-06-390617-2
- 上橋菜穂子（原作） / 武本糸会（作画） 『コミック獣の奏者』 講談社〈講談社文庫〉、全4巻
  1. 2014年9月12日発売[39]、ISBN 978-4-06-277910-4
  2. 2014年10月15日発売[40]、ISBN 978-4-06-277911-1
  3. 2014年11月14日発売[41]、ISBN 978-4-06-277975-3
  4. 2014年12月12日発売[42]、ISBN 978-4-06277993-7

## テレビアニメ
2009年（平成21年）、『獣の奏者 エリン』（けもののそうじゃ エリン）の番組名で、『闘蛇編』と『王獣編』がテレビアニメ化され、2009年1月10日から12月26日までNHK教育テレビにて放送された。全50話。NHK教育テレビ放送開始50周年記念番組。
上橋は製作発表時の記者会見で「21世紀のハイジ」を目指したと話しており、これは「名作アニメ」と呼ばれる「アルプスの少女ハイジ」のように子供たちの視点から見た世界を丹念に描くことで、明るさと重さ、単純さと複雑さ、子供の物語と大人の物語、といった物語が持つ対極の要素の両方を大切にしながらも、子供たちがしっかりと楽しめるようなアニメになるようにという思いからである。
ストーリーの大筋は原作に準じたものとなっているが、導入部など随所でアニメオリジナルの展開が挿入されている。また、34話では原作者の上橋がアニメオリジナルストーリーを担当。作中用語の読みは上橋の考案した独特のものだが、アニメは音声だけで表現しなければならないため、若干変更が加えてある。
2010年1月9日から総集編が放送された。TVシリーズの全50話を10話に再編集したもので、アフレコは一部新規に行われているものがある。
放送期間は本編・総集編を合わせて同時期に放送された毎日放送(MBS)制作『鋼の錬金術師　FULLMETAL　ALCHEMIST』と並び5クールとなった。

### スタッフ
- 原作 - 上橋菜穂子（講談社刊 『獣の奏者』「I 闘蛇編」「II 王獣編」）[5]
- アニメーション監修 - 上橋菜穂子[5]
- 監督 - 浜名孝行[5]
- シリーズ構成 - 藤咲淳一[5]
- キャラクターデザイン - 後藤隆幸[5]
- 総作画監督 - 高橋成之[5]
- 美術監督 - 鈴木朗[5]
- 撮影監督 - だいけんいち[5]
- 音響監督 - 平光琢也
- 音楽 - 坂本昌之
- アニメーション・プロデューサー - 和田丈嗣
- 制作統括 - 廣岡篤哉、斉藤健治
- アニメーション制作 - プロダクションI.G、トランス・アーツ[5]
- 制作 - NHKエンタープライズ
- 制作・著作 - NHK

#### ミュージック・スタッフ
- 作曲・編曲、サウンド・プロデュース - 坂本昌之

- ギター、アイリッシュ・ブズーキ：古川望
- ベース、マンドリン、ウクレレ、ブズーキ、ヴィオラカイピーラ：渡辺等
- ドラム：渡嘉敷祐一
- ピアノ、プログラミング：坂本昌之
- パーカッション：浜口茂外也
- ハープ：朝川朋之
- 二胡：ジャー・パンファン
- オーボエ：庄司さとし
- クラリネット、バス・クラリネット、ソプラノ・サックス：平原まこと
- ストリングス：弦一徹ストリングス
- チェロ・ソロ：田中雅弘
- ヴァイオリン・ソロ：弦一徹
- エンジニア：相沢光紀（スタジオ サウンド・パレイ）
- アシスタント・エンジニア：白石成識（スタジオ サウンド・パレイ）
- レコーディング・スタジオ：スタジオ サウンド・パレイ
- 渡辺等 appears courtesy of GEMMATIKA RECORDS/no choice

### アニメムック
- 『獣の奏者 エリン [監修日誌] 〜夜明けの鳥〜 挿入歌CD付きブック』（2010年3月25日、ISBN 978-4-8443-6111-4）
原作の上橋、監督の浜名、脚本の藤咲らによるアニメ監修日誌。挿入歌「夜明けの鳥」などサントラ盤未収録の曲を収録した音楽CD付き（後述）。また、アニメオリジナルキャラクターであるキリクを主人公にしたアニメ版サイドストーリー「そして、キリク」も掲載。
- 『獣の奏者 エリン オフィシャルアニメムック』（2010年3月27日、ISBN 978-4-0560-5881-9）
別冊アニメディア編集部。学習研究社より刊行。原作者、監督、脚本家によるスペシャル対談、全50話の鑑賞ガイド、声優インタビューのほか、設定資料や世界観解説を収録。

### 主題歌

#### オープニングテーマ
「雫」
作詞・作曲 - 大橋卓弥、常田真太郎
前期（1話 - 14話、16話 - 30話、総集編1話 - 10話）
編曲 - 大橋卓弥、常田真太郎 / 歌 - スキマスイッチ
- 挿入歌として13話、15話、31話、50話でも使用。総集編7話以降は後期の映像を流用。

後期（31話 - 34話、36話 - 50話）
編曲 - 間宮工 / 歌 - 元ちとせ
- 35話では挿入歌として使用。歌詞の「僕の朝はもうやってこない」の部分が「私の朝はもうやってこない」に変更されている。
- 「僕らを優しく〜」の部分が「二人を優しく〜」に変更されている。
- 2010年8月4日発売、元ちとせのアルバム『Orient』に収録。歌詞の「僕らを優しく～」の部分は「二人を優しく～」に変更されたまま。

#### エンディングテーマ
「After the rain」（1話 - 29話、総集編1話 - 6話）
作詞・作曲 - mitsubaco / 編曲 - 原田智英 / 歌 - cossami
「きっと伝えて」（30話 - 49話、総集編7話 - 10話）
作詞・作曲・歌 松たか子 / 編曲 - David Campbell、 佐橋佳幸
- 挿入歌として27話、50話でも使用

#### 挿入歌
「ララリラ ラリラ」（1話、2話、9話、11話、18話、19話、22話、26話、36話）
作詞・歌 - cossami / 作曲・編曲 - 原田智英
「青い星」（4話、6話、9話、13話 - 15話、19話 - 21話、23話、25話、26話、29話、33話、43話、44話、48話（インストゥルメンタル））
作詞 - 土屋文彦 / 作曲 - Sin / 編曲 - 原田智英 / 歌 - cossami
「夜明けの鳥」
作曲・編曲 - 坂本昌之
- 唯一原作中にも登場する曲。原作では艶歌（恋歌）だが、アニメでは子守唄とも取れるようになっているため、詞に若干変更が加えられている。

ボーカル・ヴァージョン（10話、40話（インストゥルメンタル）、46話）
作詞 - 浜名孝行 / 歌 - 麻亜奈
- この歌を歌う麻亜奈は10話に「窓辺の母」役で出演している。

アカペラ・ヴァージョン
作詞 - 上橋菜穂子、浜名孝行 / 歌 - 星井七瀬
- 21話でエリンが歌ったものと思われる。詞はアニメからさらに変更されている。

「蜂飼いの歌」
作詞 - （不明） / 作曲 - （不明） / 歌 - 内田直哉、星井七瀬
- 2018年現在未音源化。

「嘆きの歌」（24話、42話、48話、49話）
作詞 - （不明） / 作曲・編曲 - 坂本昌之 / 歌 - 花輪英司
- 大公領民（ワジャク）の真王領民に対する嘆きを表現する歌。2018年現在未音源化。

「大罪の唄」（32話、41話、48話）
作詞 - 小笠原ちあき / 作曲・編曲 - 坂本昌之 / 歌 - 萩原慎太郎
- <災い>の歴史のシーンや、イアルとキリクの決闘シーン（ボーカル抜き）で使用。

### 各話リスト

#### 本編
| 話数 | サブタイトル               | 脚本         | 絵コンテ            | 演出                | 作画監督          | 2009年 本放送日 | 2009年 再放送日 | 2011年 再放送日 | 備考                              |
| ---- | -------------------------- | ------------ | ------------------- | ------------------- | ----------------- | --------------- | --------------- | --------------- | --------------------------------- |
| 1    | 緑の目のエリン             | 藤咲淳一     | 浜名孝行 布施木一喜 | 浜名孝行 布施木一喜 | 小村方宏治        | 2009年 1月10日  | 2009年 4月4日   | 2011年 3月28日  | アニメオリジナル                  |
| 2    | 医術師のソヨン             | 藤咲淳一     | 新留俊哉            | 筑紫大介 布施木一喜 | 森田史            | 1月17日         | 4月11日         | 4月4日          | アニメオリジナル                  |
| 3    | 闘う獣                     | ハラダサヤカ | 柿本広大 布施木一喜 | 柿本広大 布施木一喜 | 松浦仁美          | 1月24日         | 4月18日         | 4月11日         | アニメオリジナル                  |
| 4    | 霧の中の秘密               | 後藤みどり   | 安藤貴史 布施木一喜 | 安藤貴史 布施木一喜 | 沼津雅人          | 1月31日         | 4月25日         | 4月18日         | アニメオリジナル                  |
| 5    | エリンと卵泥棒             | 坂井史世     | 松澤建一 布施木一喜 | 松澤建一 布施木一喜 | 松岡秀明          | 2月7日          | 5月2日          | 4月25日         | アニメオリジナル                  |
| 6    | ソヨンのぬくもり           | 吉田玲子     | 布施木一喜          | 高島大輔 布施木一喜 | 澤田譲治          | 2月14日         | 5月9日          | 5月2日          |                                   |
| 7    | 母の指笛                   | 藤咲淳一     | 布施木一喜          | 布施木一喜          | 杉本道明          | 2月21日         | 5月16日         | 5月9日          |                                   |
| 8    | 蜂飼いのジョウン           | 藤咲淳一     | 浜名孝行            | 齋藤昭裕 布施木一喜 | 田畑昭            | 2月28日         | 5月23日         | 5月16日         |                                   |
| 9    | ハチミツとエリン           | ハラダサヤカ | 新留俊哉            | 筑紫大介 布施木一喜 | 森田史            | 3月7日          | 5月30日         | 5月23日         |                                   |
| 10   | 夜明けの鳥                 | 谷村大四郎   | 名取孝浩 布施木一喜 | 名取孝浩 布施木一喜 | 松浦仁美          | 3月14日         | 6月6日          | 5月30日         |                                   |
| 11   | とびらの中に               | 後藤みどり   | 松澤建一 布施木一喜 | 松澤建一 布施木一喜 | 薄谷栄之          | 3月21日         | 6月13日         | 6月6日          |                                   |
| 12   | 白銀の羽                   | 坂井史世     | 寺澤伸介 布施木一喜 | 寺澤伸介 布施木一喜 | 松岡秀明          | 3月28日         | 6月20日         | 6月13日         |                                   |
| 13   | 王獣の谷                   | 吉田玲子     | 安藤貴史 布施木一喜 | 安藤貴史 布施木一喜 | 澤田譲治          | 4月4日          | 6月27日         | 6月20日         |                                   |
| 14   | 霧の民                     | 藤咲淳一     | 浜名孝行 布施木一喜 | 浜名孝行 布施木一喜 | 沼津雅人          | 4月11日         | 7月4日          | 6月27日         | 1 - 13話の ダイジェスト           |
| 15   | ふたりの過去               | 藤咲淳一     | 浜名孝行            | 齋藤昭裕 布施木一喜 | 田畑昭            | 4月18日         | 7月11日         | 7月4日          |                                   |
| 16   | 堅き楯（セ・ザン）のイアル | 坂井史世     | 青山弘              | 筑紫大介 布施木一喜 | 森田史            | 4月25日         | 7月18日         | 7月11日         |                                   |
| 17   | 狙われた真王               | ハラダサヤカ | 浜名孝行            | 鎌倉由実 布施木一喜 | 薄谷栄之          | 5月2日          | 7月25日         | 7月18日         |                                   |
| 18   | 教導師エサル               | 藤咲淳一     | 新留俊哉            | 高島大輔 布施木一喜 | 松浦仁美          | 5月9日          | 8月1日          | 7月25日         |                                   |
| 19   | カザルムの仲間             | 吉田玲子     | 松澤建一            | 安藤貴史 布施木一喜 | 沼津雅人          | 5月16日         | 8月8日          | 8月8日          |                                   |
| 20   | リランという名の王獣       | 谷村大四郎   | 寺澤伸介 浜名孝行   | 寺澤伸介 布施木一喜 | 田畑昭            | 5月23日         | 8月15日         | 8月15日         |                                   |
| 21   | 消えそうな光               | 後藤みどり   | 浜名孝行            | 齋藤昭裕 布施木一喜 | 松岡秀明          | 5月30日         | 8月22日         | 8月22日         |                                   |
| 22   | 竪琴の響き                 | 藤咲淳一     | 布施木一喜          | 安藤貴史 布施木一喜 | 杉本道明          | 6月6日          | 8月29日         | 8月29日         |                                   |
| 23   | カザルムの誓い             | 藤咲淳一     | 齋藤昭裕            | 筑紫大介 布施木一喜 | 森田史            | 6月13日         | 9月5日          | 9月5日          |                                   |
| 24   | 嘆きの歌                   | ハラダサヤカ | 新留俊哉            | 高島大輔 布施木一喜 | 松浦仁美          | 6月20日         | 9月12日         | 9月12日         |                                   |
| 25   | ふたりのおつかい           | 坂井史世     | 玉川真人            | 安藤貴史 布施木一喜 | 薄谷栄之          | 6月27日         | 9月19日         | 9月19日         | アニメオリジナル                  |
| 26   | リランの心                 | 吉田玲子     | 土屋裕二            | 寺澤伸介 布施木一喜 | 沼津雅人          | 7月4日          | 9月26日         | 9月26日         |                                   |
| 27   | ヒカラにおちて             | 布施木一喜   | 布施木一喜          | 齋藤昭裕 布施木一喜 | 杉本道明          | 7月11日         | 10月3日         | 10月3日         | アニメオリジナル                  |
| 28   | ジョウンの死               | 吉田玲子     | 新留俊哉            | 安藤貴史 布施木一喜 | 田畑昭            | 7月18日         | 10月10日        | 10月10日        |                                   |
| 29   | 獣の牙                     | 谷村大四郎   | 浜名孝行            | 高島大輔 布施木一喜 | 松浦仁美          | 7月25日         | 10月17日        | 10月17日        |                                   |
| 30   | 四年目の冬                 | 藤咲淳一     | 浜名孝行            | 寺澤伸介 布施木一喜 | 松岡秀明          | 8月1日          | 10月24日        | 10月24日        | 18 - 29話の ダイジェスト          |
| 31   | 光の空                     | 後藤みどり   | 玉川真人            | 筑紫大介 布施木一喜 | 森田史            | 8月8日          | 10月31日        | 10月31日        |                                   |
| 32   | 大罪                       | ハラダサヤカ | 布施木一喜          | 齋藤昭裕 布施木一喜 | 薄谷栄之          | 8月22日         | 11月7日         | 11月7日         |                                   |
| 33   | 飛翔                       | 坂井史世     | 松澤建一 布施木一喜 | 松澤建一 布施木一喜 | 沼津雅人          | 8月29日         | 11月14日        | 11月14日        | アニメオリジナル                  |
| 34   | イアルとエリン             | 藤咲淳一     | 浜名孝行            | 寺澤伸介 布施木一喜 | 澤田譲治          | 9月5日          | 11月21日        | 11月21日        | アニメオリジナル 原案：上橋菜穂子 |
| 35   | あたらしい命               | 吉村清子     | 浜名孝行            | 安藤貴史 布施木一喜 | 田畑昭            | 9月12日         | 11月28日        | 11月28日        |                                   |
| 36   | 卒舎ノ試し                 | 後藤みどり   | 玉川真人            | 高島大輔 布施木一喜 | 松浦仁美          | 9月19日         | 12月5日         | 12月5日         |                                   |
| 37   | 誕生                       | 藤咲淳一     | 布施木一喜          | 齋藤昭裕 布施木一喜 | 杉本道明          | 9月26日         | 12月12日        | 12月12日        | アニメオリジナル                  |
| 38   | 真王ハルミヤ               | 坂井史世     | 浜名孝行            | 筑紫大介 布施木一喜 | 森田史            | 10月3日         | 12月19日        | 12月19日        |                                   |
| 39   | 闘蛇の襲撃                 | 谷村大四郎   | 新留俊哉            | 寺澤伸介 布施木一喜 | 沼津雅人 澤田譲治 | 10月10日        | 12月26日        | 12月26日        |                                   |
| 40   | かげりゆく国               | ハラダサヤカ | 布施木一喜          | 安藤貴史 布施木一喜 | 薄谷栄之          | 10月17日        | 2010年 1月9日   | 2012年 1月9日   |                                   |
| 41   | 真王の真実                 | 吉村清子     | 玉川真人            | 高島大輔 布施木一喜 | 松浦仁美          | 10月24日        | 1月16日         | 1月16日         |                                   |
| 42   | セィミヤの涙               | 吉田玲子     | 浜名孝行            | 齋藤昭裕 布施木一喜 | 田畑昭            | 10月31日        | 1月23日         | 1月23日         |                                   |
| 43   | 獣ノ医術師                 | 後藤みどり   | 松澤建一 布施木一喜 | 松澤建一 布施木一喜 | 杉本道明          | 11月7日         | 1月30日         | 1月30日         |                                   |
| 44   | アクン・メ・チャイ         | 坂井史世     | 玉川真人            | 筑紫大介 布施木一喜 | 森田史            | 11月14日        | 2月6日          | 2月6日          |                                   |
| 45   | かごの鳥                   | 吉村清子     | 細田雅弘            | 寺澤伸介 布施木一喜 | 薄谷栄之          | 11月21日        | 2月13日         | 2月13日         |                                   |
| 46   | ふたりの絆（きずな）       | 吉田玲子     | 布施木一喜          | 安藤貴史 布施木一喜 | 松浦仁美          | 11月28日        | 2月20日         | 2月20日         |                                   |
| 47   | 清らかな夜                 | 谷村大四郎   | 浜名孝行            | 齋藤昭裕 布施木一喜 | 澤田譲治          | 12月5日         | 2月27日         | 2月27日         |                                   |
| 48   | リョザの夜明け             | ハラダサヤカ | 布施木一喜          | 布施木一喜          | 杉本道明          | 12月12日        | 3月6日          | 3月5日          |                                   |
| 49   | 決戦                       | 藤咲淳一     | 新留俊哉            | 松澤建一 布施木一喜 | 高橋成之          | 12月19日        | 3月13日         | 3月12日         |                                   |
| 50   | 獣の奏者                   | 藤咲淳一     | 浜名孝行 布施木一喜 | 浜名孝行 布施木一喜 | 後藤隆幸          | 12月26日        | 3月20日         | 3月19日         |                                   |

#### 総集編
| 話数 | サブタイトル | 本編該当話数            | 放送日        |
| ---- | ------------ | ----------------------- | ------------- |
| 1    | 母のぬくもり | 1話、6話                | 2010年 1月9日 |
| 2    | 最後の指笛   | 7話 - 9話               | 1月16日       |
| 3    | 天を翔ける獣 | 10話、12話、13話        | 1月23日       |
| 4    | 入舎ノ試し   | 15話、17話、18話        | 1月30日       |
| 5    | 運命の出会い | 19話 - 23話             | 2月6日        |
| 6    | 王獣の牙     | 26話、28話、29話        | 2月13日       |
| 7    | 二頭の飛翔   | 31話、33話、35話、36話  | 2月20日       |
| 8    | 闘蛇の襲撃   | 32話、37話 - 39話、41話 | 2月27日       |
| 9    | 虚しさの天地 | 42話 - 44話、46話、47話 | 3月6日        |
| 10   | 奏者の調べ   | 48 - 50話               | 3月13日       |

### 放送局
| 放送局              | 放送日                                                    | 放送時間           | 備考     |
| ------------------- | --------------------------------------------------------- | ------------------ | -------- |
| NHK教育テレビ Eテレ | 2009年1月10日 - 12月26日 2010年1月9日 - 3月13日（総集編） | 土曜 18:25 - 18:50 |          |
| NHK教育テレビ Eテレ | 2009年4月4日 - 2010年3月20日                              | 土曜 23:00 - 23:25 | 再放送   |
| NHK教育テレビ Eテレ | 2011年3月28日 - 2012年3月19日                             | 月曜 19:25 - 19:50 | 再再放送 |

| NHK教育 土曜18:25アニメ枠                  | NHK教育 土曜18:25アニメ枠                                   | NHK教育 土曜18:25アニメ枠                                        |
| 前番組                                     | 番組名                                                      | 次番組                                                           |
| ------------------------------------------ | ----------------------------------------------------------- | ---------------------------------------------------------------- |
| テレパシー少女 蘭                          | 獣の奏者 エリン                                             | スター・ウォーズ/クローン・ウォーズ （第1シーズン）              |
| NHK教育 土曜23:00枠                        |                                                             |                                                                  |
| 出社が楽しい経済学                         | 獣の奏者 エリン （2009年度再放送）                          | 新ビバリーヒルズ青春白書 ※23:00 - 23:45 （ここから海外ドラマ枠） |
| NHK教育 月曜19:25 枠                       |                                                             |                                                                  |
| テレパシー少女 蘭 （再放送・途中打ち切り） | 獣の奏者 エリン （2011年度再放送） ※ 当番組までアニメ放送枠 | テストの花道 【30分繰り下げて継続】                              |

### DVD
各巻4話（3巻、7巻のみ5話）収録。なお、レンタルDVDには、1巻の一部を除き特典映像は収録されていない。
| 巻数 | 収録話数    | 発売日        | 特典映像                                                                                                 |
| ---- | ----------- | ------------- | --- |
| 1    | 1話 - 4話   | 2009年8月5日  | 番組スポット1話 - 4話、プレマップ、ノンクレジット前期オープニング・エンディング                          |
| 2    | 5話 - 8話   | 2009年9月2日  | 番組スポット5話 - 8話                                                                                    |
| 3    | 9話 - 13話  | 2009年10月7日 | 番組スポット9話 - 13話                                                                                   |
| 4    | 14話 - 17話 | 2009年11月4日 | 番組スポット14話 - 17話                                                                                  |
| 5    | 18話 - 21話 | 2009年12月2日 | 番組スポット18話 - 21話                                                                                  |
| 6    | 22話 - 25話 | 2010年1月6日  | 番組スポット22話 - 25話                                                                                  |
| 7    | 26話 - 30話 | 2010年2月3日  | 番組スポット26話 - 30話、「雫」ミュージッククリップ                                                      |
| 8    | 31話 - 34話 | 2010年3月3日  | 番組スポット31話 - 34話                                                                                  |
| 9    | 35話 - 38話 | 2010年4月7日  | 番組スポット35話 - 38話                                                                                  |
| 10   | 39話 - 42話 | 2010年5月12日 | 番組スポット39話 - 42話                                                                                  |
| 11   | 43話 - 46話 | 2010年6月2日  | 番組スポット43話 - 46話                                                                                  |
| 12   | 47話 - 50話 | 2010年7月7日  | 番組スポット47話 - 50話、ノンクレジットオープニング&エンディング 50話エンディング･エリンとソヨンの思い出 |

### Blu-ray Disc BOX
| 巻数 | 収録話数             | 発売日        | 特典映像 |
| ---- | -------------------- | ------------- | --- |
| 1    | 1話 - 30話（7枚組）  | 2010年3月24日 | - 番組スポット・広報番組・ノンクレジットオープニング&エンディング・登場人物関係図 - 「スキマスイッチ/雫」ミュージッククリップ・星井七瀬インタビュー |
| 2    | 31話 - 50話（5枚組） | 2010年7月21日 | - ノンクレジットオープニング（絵コンテ有り無しバージョン）&エンディング - 獣の奏者座談会（出演：上橋菜穂子・浜名孝行・後藤隆幸・藤咲淳一） - 50話コメンタリー（座談会出演者による） - 50話ノンクレジットエンディング・エリンとソヨンの思い出・封入冊子 |

### 音楽CD
- 『獣の奏者 エリン オリジナル・サウンドトラック』
  - 2009年8月5日発売。主に番組前半で使用されたBGMを収録。全46曲。
- 『獣の奏者 エリン オリジナル・サウンドトラック 2』
  - 2009年12月16日。主に番組後半のBGMを収録。全25曲。
- 「獣の奏者 エリン」挿入歌&サウンドトラック
  - 2010年3月発売のムック本「獣の奏者 エリン 〜夜明けの鳥〜 挿入歌CD付きブック」に付属。サントラ盤に未収録の5曲を厳選して収録。